# 신해혁명
신해혁명(중국어: 辛亥革命, 병음: Xīnhài gémìng 신하이거밍[*], 영어: 1911 Revolution, Xinhai Revolution, Hsinhai Revolution)은 1911년 청나라를 멸망시키고 중화민국을 성립시킨 중국의 혁명이다. 이 혁명은 중국사에서 처음으로 공화국을 수립한 혁명이라서 공화혁명(共和革命)이라고도 불린다.
1900년의 의화단 운동 이후 열강의 침입이 한층 강화하는 가운데 청나라 조정은 정치 개혁을 꾀하는 소위 '신정' 운동을 일으켰으나 납세 거부와 기독교 배척을 위시한 대중 운동이 전국으로 번져 입헌군주제를 향한 운동으로 발전하였다.
이런 정세하에서 쑨원은 1905년 중국동맹회(中國同盟會)를 결성하고 삼민주의를 제창하는 일변 혁명파를 지휘, 반청(反淸) 무장투쟁을 전개했다. 1911년 청나라가 철도 국유령을 내려 민영이었던 철도를 담보로 열강에 차관을 얻어 재정난을 타개하려고 하자 반대하는 운동이 광범하게 일어나 대규모 무장투쟁인 사천봉기로 결국 발전했다. 이를 계기로 10월 10일 우창에서 신군이 봉기하여 신해혁명의 불길을 당겨 약 한 달 만에 14개 성(省)이 이에 호응하여 궐기했고 12월 말에는 17개 성으로 확대되어 청조에 독립을 선포하였다. 1912년 1월 난징에서 쑨원을 임시 대총통으로 하는 중화민국 임시정부를 수립했다. 그러나 혁명 주체의 단결력과 세력이 굳건하지 못한 탓에 청조에게 대권을 부여받은 원세개(위안스카이)(袁世凱)와 타협, 선통제(宣統帝)의 퇴위로 청을 멸망시키는 데는 성공한 대신 쑨원이 사임하고 위안스카이가 대총통이 되었다!. 쑨원은 이후에도 혁명 정책을 맡았으며 서양열강과 같이 노비해방을 필요성을 가지고 당시 중국 인구 80% 이상을 차지하던 농노비 백성들을 해방시켜 소수 귀족들에 의한 노역과 소작농에서 벗어나게 하였다. 당시 인구 80% 이상이었던 농노비에게 성씨가 없었던 현실을 타계하고자, 일부 족보를 가진 소수 귀족들만 사용하던 성씨를 일반 백성도 사용하게 하였다. 이를 위해 대대적 민적법을 통해 성씨를 사용하기 시작한 백성들이 한족 민적법에 등록하는 것을 추진하였다.
1911년이 신해년(辛亥年)이라서 신해혁명이라고 명명하였다. 이 혁명(제1차 혁명)으로 공화정이 수립됐지만, 곧 위안스카이가 대총통이 되면서 이후 제제(帝制)의 야심을 품고 혁명파를 탄압하는 일편 위안스카이의 독재정치가 시작되었는데 1913년 7월 국민당에서 '원세개를 타도'하려는 운동하면서 혁명을 호소하여 봉기했다. 이를 제2차 혁명이라고 하나 위안스카이는 군대를 동원해 이를 진압했다. 이후 위안스카이는 1915년 일본의 '21개조 요구' 수락을 위시해 매판성을 드러내어 이런 위안스카이의 독재정치에 민중은 극심하게 반발했는데 이를 ‘제3차 혁명’(호국전쟁)이라고 부르고 1916년 위안스카이 사후 내전과 군벌의 할거로 혼란이 계속되었다.
우창에서 최초로 봉기한 10월 10일을 중화인민공화국에서는 ‘신해혁명 기념일’로, 중화민국에서는 중요 국경일인 “중화민국 국경일”로 기념한다. 신해혁명은 20세기 아시아에서 일어난 정치사에 관계된 중요한 사건으로 간주된다..

## 배경

### 쓰러져 가는 청나라

#### 양무운동
제2차 아편전쟁과 태평천국운동을 계기로 서구의 무기를 주목하게 된 청의 관리들이 1860년대 중반에 부국강병을 목표로 군수산업을 시작했다. 이런 시도는 차츰 민수 부문으로 확산되어 근대 특징이 될 만한 경향이 있는 광공업의 발전, 전신선과 철도 부설, 해군 양성과 유학생 파견, 신식 교육기관 설립까지 광범위하게 서구식 개혁을 도모했다. 양무운동 초기에는 청조가 반란 진압에 성공하여 “동치중흥(同治中興)”이라고까지 회자됐지만 부국강병의 결과를 결정할 만큼 중요한 양무운동 기간에 있었던 대외 전쟁(1884년 청불전쟁, 1894년 청일전쟁)에서 군사상으로 승리하지 못했으며, 양무 기업 대다수도 괄목할 만한 성과를 거두지 못했으므로 1894년 청일전쟁에 패할 무렵에는 부국강병이라는 목표 달성에 실패했다는 평가가 나왔다.
양무운동 실패 요인과 한계는 관리의 기업 통제에서 야기되는 부패와 비능률, 자고로 이어져 내려오는 경제구조의 잔존, 운동 추진 주체가 지역에 속하는 한계를 뛰어넘지 못한 점이 주류였다. 특히 개혁을 지향하는 관리들이 지방에 분산된 채 통일하는 계획 없이 사업을 추진했으므로 급변하는 정세 변화에 효율로 대처하지 못한 점이 커다란 문제였다.

#### 변법자강운동

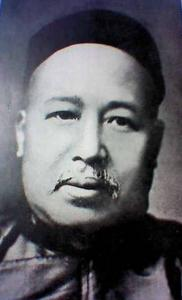
강유위(캉유웨이)

청일전쟁을 계기로 양무운동의 파탄이 드러나자 그동안 서구의 정치제도 도입, 즉 제도상 개혁을 주장해 온 변법론이 힘을 얻었다. 변법을 주장하는 하급관리 강유위(캉유웨이)(康有爲)의 개혁 주장이 광서제에게 알려지면서 광서제가 주도하여 1898년 4월 하순에 약 100일에 거쳐 소위 ‘무술변법’ 개혁을 시도하기 시작하였다. 강유위는 본래 부강하려면 서구식 입헌군주제를 도입해야 한다는 생각이었으나 우선 개혁을 추진할 새로운 기구(제도국) 마련에 착수하고자 했다. 그러나 새로운 기구 마련과 개혁을 지향하는 하급관리 임용, 상공업 진흥과 신식학교 개설 등 개혁 구상조차 옛 제도나 관습을 그대로 지키고 따르려는 관리들과 서태후에게는 기득권을 위협하는 행위로 보였다. 특히 ‘자신의 개혁이야 말로 공자의 정신을 계승한 것’(공자개제론)이라는 강유위의 주장은 수구파의 공격을 불러왔다. 결국 변법파가 영국, 일본과 연합하는 외교 방침을 세우고 이토 히로부미(伊藤博文)가 청을 방문해 광서제를 만나자 서태후 측과 수구파는 정변을 일으켜 광서제를 연금하고 서태후가 훈정(訓政)을 재개하여 변법자강운동은 실패하였다.

#### 의화단운동

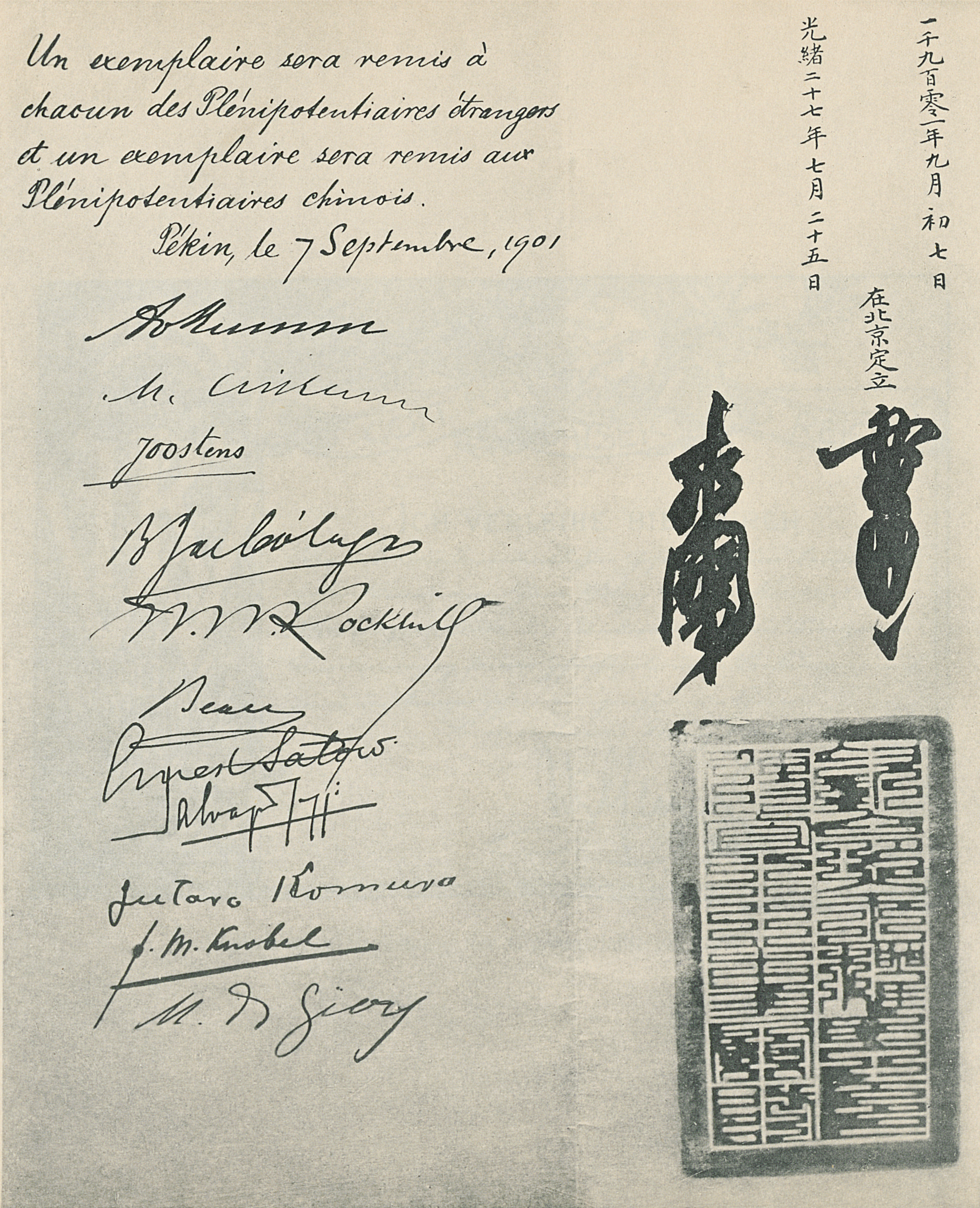
신축 조약 체결서.

1899년-1900년 기간 산동성에서 반기독교 폭동을 계기로 화북 일대에 퍼진 반제국주의 농민 투쟁이 일어났는데, 이를 의화단운동이라 한다. 중심 세력인 의화단은 백련교 일파로 불리는 종교 비밀결사로서 당시 사회 모순, 기독교 전파, 독일 진출에 반감을 품고 '부청멸양'을 부르짖으면서 무력으로써 배외 운동을 전개했다.
1899년 산동성 서부에서 의화단은 폭동을 일으키고 외국인 특히 기독교도(개신교, 가톨릭, 정교회)를 박해했고 청조에서도 이를 선동해 폭동이 확대하였다.
1900년에는 북경에까지 들어와 관군과 함께 11개국 공사관을 공격했으나, 영국, 러시아, 독일, 미국, 프랑스, 일본, 이탈리아, 오스트리아-헝가리 제국 등 8개국 연합군에게 격파되었다. 1901년 9월 베이징 의정서의 성립으로 사건은 마무리 되었으나 엄청난 배상금 지불을 포함한 12개 항 조약 내용은 청의 면모를 크게 실추시키면서 식민지화를 더욱 촉진하는 결과를 가져왔다.

### 청조의 개혁
변법자강운동은 서태후와 수구파 탓에 실패했으나 의화단 운동의 참혹한 결과로 국내상으로는 막대한 세금 징수로 민심의 동요와 불만, 국외상으로는 열강의 이권 침탈 심화가 증폭하여 청 조정은 내정과 외교 총체가 위기에 처하였다. 특히, 상층도 청조에 불만이어서 더는 방치할 수 없는 위기였다. 1901년 1월 청의 실권자 서태후는 “외국의 장점을 취하고 중국의 단점을 버려 부강을 꾀한다”는 방침하에 고위 관료들에게 국정에 관한 의견을 상신(上申)하라고 명했다. 이를 기점으로 하여 청 정부는 생존하려는 ‘신정(新政)’을 개시했는데 이를 서태후의 존호인 자희(慈禧)를 따 ‘자희신정(慈禧新政)’이라고 한다. 직례총독 원세개(袁世凱), 양강총독 유곤일(劉坤一), 호광총독 장지동(張之洞)이 추진한 신정의 주 내용은 다음과 같다.

- 36개 사단의 신군(新軍) 건설을 중심으로 한 군대 근대화
- 상부(商部) 신설, 회사 설립 장려, 상법 제정을 이용한 실업 진흥.
- 과거제도 폐지, 교육 개혁, 외국 특히 일본으로 유학생 대거 파견

#### 과거제도 폐지와 학당 설립 개혁
정부 주도하에 이뤄진 개혁 중 최요하고 시급한 개혁이 교육이었다. 청조는 국외 유학을 장려하고 전국의 학당(서원)을 신식 학교로 바꾸도록 하여 점차 과거 시험 준비 기관이었던 재래식 학당이 신식 학교로 바뀌어 갔다.
그러나 이 교육 개혁은 커다란 성과를 거두지 못했다. 기하급수로 학교 수와 학생 수는 늘어갔지만 정작 가르칠 신식 교사는 태부족하여 전체 교사의 반이 신식 교육을 전혀 알지 못하는 구식 교원들이었다. 여기에 또 다른 문제로 사립학교든 공립학교든 간판만 바꿔 단 과거 학당이었고 그 설립자나 운영자는 거의 신사층, 즉 향토 지식인으로 이들은 근본으로 과거 제도 폐지를 반대하여 신식 학교의 설립도, 국외 유학도 반대해 왔던 세력이다. 이들은 교육 개혁에 따라 과거 학당 존재가 위험해져 기득권을 잃을까 두려워 학당을 신식 학교로 개조해 교묘하게 기득권을 유지하려고 하였으므로 외양만 바꾸었지 내용은 거의 바뀌지 않은 허울 좋은 교육개혁이었을 뿐 신식 학교도 과거 준비라는 과거 기능에서 크게 달라지지 않았다.
그래서 청조는 1905년 과거제도를 완벽히 폐지하였으나 청조가 시행한 교육개혁은 여러 한계점이 속속 드러났는데 예컨대 신식 학교로 바뀌긴 했어도 가르치는 내용에 과거 교과가 그대로 포함되어 있었다는 점, 학업의 기본이 유학이었고 일주일 수업시간 30시간 중 12시간을 유교 경전 학습에 할당했을 정도였다. 초등 교육 과정에서는 외국어를 가르치지 못하도록 했고 중국어의 순수를 유지하려고 외래어 사용을 일절 금하였으며 여성 교육도 금지되어 있다가 러일 전쟁 후 1907년이 되어서야 허용되었다.
정부가 주도한 교육개혁으로 신식으로 교육하려는 학교가 대대로 늘어나고 과거 시험 준비 학당이 마지못해 신식 학교로 변신하긴 했어도 청조는 개혁의 본의를 전혀 반영하지 않았다. 결국 이런 청조의 교육개혁은 실효가 전무하여 일본 유학생들이 중심이 되어 청조를 성토하고 열렬히 비판하였다. 특히 러일 전쟁에서 일본이 승리하고서 중국인 유학생들 간에서 청조의 무능에 불만을 품은 목소리가 고조됐고 일본 내 중국 유학생 단체들이 반청, 공화 혁명 주창에 영향을 미쳤다.

#### 군사제도 개혁

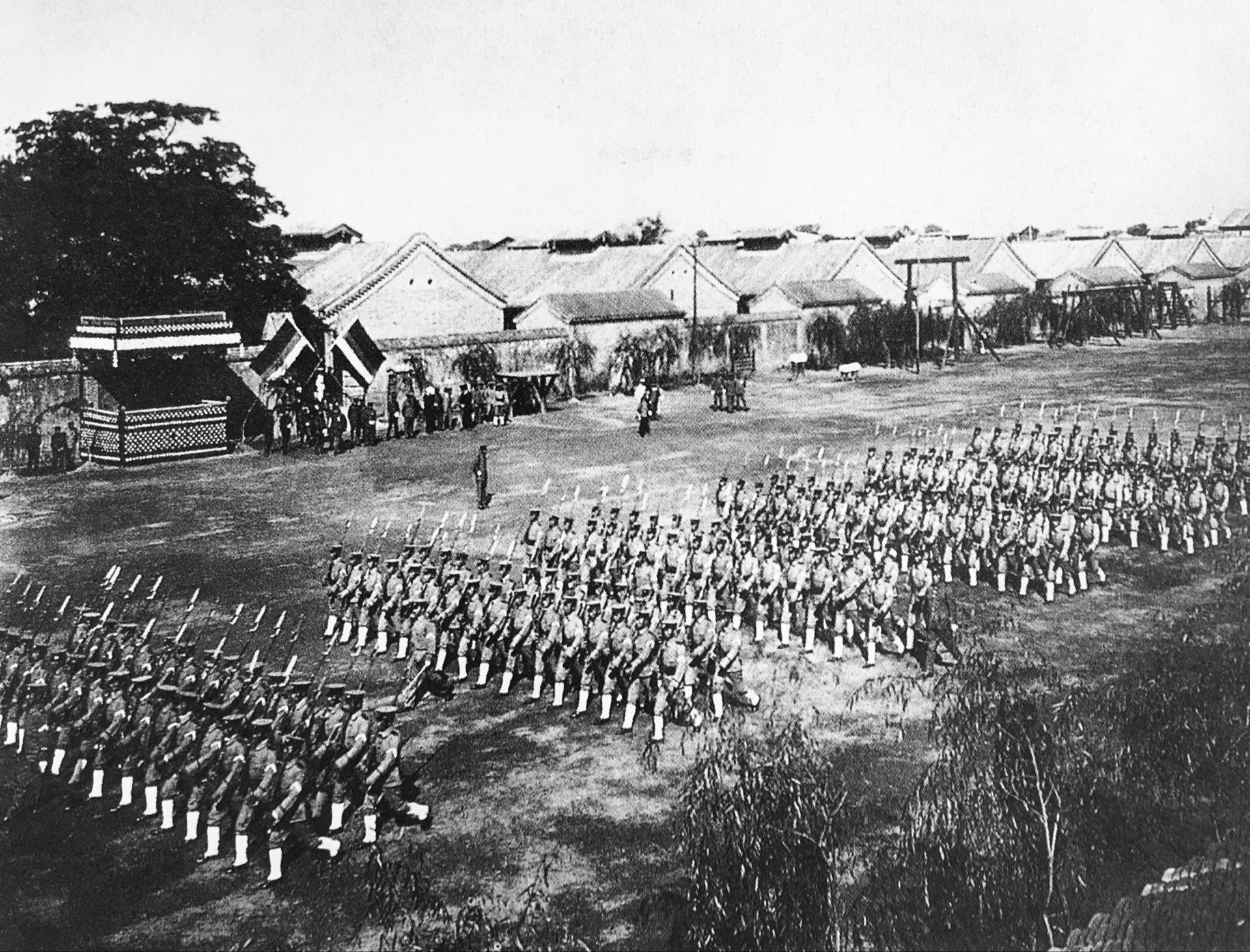
북양신군 훈련.

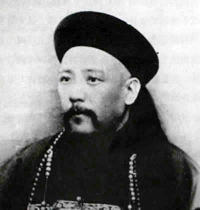
산동순무(山東巡撫) 시절 원세개. 의화단운동 이후 급부상하여 실권자로 대두했다.

청조에서 주도한 교육개혁은 여러 가지 한계점이 보였는데 군사제도 개혁에서는 상당한 변화가 있었다. 제1차와 제2차 아편 전쟁에서 시작해 청불 전쟁, 청일 전쟁, 의화단 운동 등 전쟁마다 패배를 거듭해 온 청은 신식 군대의 필요성을 통감하여 군사 개혁에 착수했다. 의화단운동 이후 주력 군대는 무위우군만 남고 나머지는 해산되었다. 의화단운동을 계기로 급부상하고 출세 지향 일로를 달리던 위안스카이가 직례총독이 되어 무위우군을 이끌고 톈진에 주둔하였다. 청조도 기존 군대의 부패와 무능을 알고 1901년 8월에 무과의 과거제를 폐지하고 각 성에 명령하여 북양(위안스카이의 신건육군, 新建陸軍)과 양강(장지동의 자강군)을 모방해 무비학당(武備學堂)을 설립하도록 하였으며 기존 군대를 해산시키고 상비군을 새로 편성 훈련하도록 지시하였다.
1901년 위안스카이가 주축이 되어 서양식 군대인 ‘신건육군, 약칭 '신군'이 36개 사단으로 재조직되었다. 특히 ‘자희신정’의 결과로 북양대신 겸 직례총독인 위안스카이를 영수로 하는 북양 군벌이 급성장해 정치에 강한 영향력을 확보하였다. 1905년에 북양 군벌은 병력 약 7만, 사단 6개 규모로 구성된 북양 신군을 보유하였다. 이중 사단 4개는 즈리 성, 나머지 사단 2개는 만주와 산둥성에 배치됐으며, 군사권 실질 권한자로 급부상한 위안스카이는 교통은행을 설립하고 영국의 지지하에 철도 운수 부문 실권도 장악했다.
기존 청조는 사농공상 신분 차별에 문관을 숭상하고 무관을 멸시하는 풍조가 있었으나 잇단 전쟁 패배와 군대 필요성이 절박지자 군사 개혁을 서둘러 착수했다. 청조가 ‘신군’(신건육군)을 조직하고 군사제도 개혁을 착수한 결과, 군의 위상이 과거와 크게 달라져 무관의 위상이 문관과 동등해질 정도로 높아졌으며 일본에 파견된 군관들은 중국인 유학생 사이에 널리 퍼진 혁명 사상에 영향받아 후일 ‘공화 혁명’에 중요한 역할을 한다.

#### 입헌군주제 추진
신정이 실시되는 가운데 청조를 유지하면서 입헌군주제로 국가 부흥을 꾀하자는 입헌 운동도 전개됐다. 특히 러일 전쟁에서 일본이 승리한 사태를 계기로 “아시아인도 입헌하면 유럽을 이길 수 있다”는 양계초(량치차오)(梁啟超)의 주장이 널리 호응을 얻었다. 실업 진흥 기치하에 민족자본이 어느 정도 성과를 거둬 발전하기는 했으나 외국 자본에 대항하기에는 역부족해서 신흥 자본가 계층은 입헌 개혁을 지지했다. 입헌을 주장하는 목소리가 퍼져가는 가운데 대세를 관망하던 위안스카이는 1905년에 황족과 귀족을 국외에 파견해 정치를 시찰시키면서 입헌하려는 준비해야 한다고 황실에 상주했다. 서태후의 측근 대신들도 “입헌해야 군권(君權)이 영구히 굳건해진다”고 서태후를 설득했다.
청 조정은 1905년 7월 헌정시찰단을 유럽, 미국, 일본에 파견했고 1906년에는 9년 뒤에 입헌군주제를 실시하겠다고 약속하는 '상유(上諭)'를 선포했으며, 1908년 8월에는 《흠정헌법대강》(欽定憲法大綱)을 공포하여 9년 후에 헌정을 실시하겠다고 약속했다.
이 《흠정헌법대강》은 일본 제국의 메이지 헌법을 모형으로 하여 황제의 만세일계(萬世一係)와 신성불가침, 황제의 광범위하고 강대한 권한을 규정했으나 입헌군주제를 추진한 지 몇 달이 지나지 않아 1908년 11월 14일에 청 제11대 황제 광서제가 죽었다. 서태후는 당일로 광서제 조카이자 나이가 3살밖에 안 된 부의(溥儀)를 황제로 선포하고 그의 생부인 순친왕(醇親王) 재풍(載灃)을 섭정으로 임명했다. 그 다음날인 11월 15일 서태후도 급사했다.
부의가 즉위하니 그가 청 최후 황제인 선통제다. 섭정인 순친왕은 1909년 1월 원세개를 해임했다. 선통제가 즉위한 후 입헌파는 국회를 조기에 개설을 청원했으나 거절당했고 이를 계기로 청조를 타도하려는 혁명파의 입지가 강화하였다.

### 당시 중국 내 상황
청조가 추진한 교육개혁으로 신식 학교가 설립되고 유학생이 대거 파견된 결과로 전통 독서인과 유형이 다른 지식 계층이 탄생했다. 1908년에는 전국에 학교 47,000여 개가 있었고 학생은 약 130만 인, 교원은 약 63,500여 인에 달했다. 이들 새로운 지식 계층은 차츰 혁명 사상과 입헌 사상으로 기울어졌다. 특히 일본으로 유학을 간 중국인 유학생들은 급속하게 입헌 사상과 혁명 사상을 수용했다.
일변 중국 내 경제 상황은 상당히 심각했는데 청 조정은 1900년에 있었던 의화단운동으로 말미암아 서양 열강에 막대한 배상금을 지불 해야 했을 뿐만 아니라 ‘신정’ 실행에도 많은 재원이 필요하여 각종 세금이 새로 생겨나 민중 고통이 상당히 심해졌다. 농민 봉기가 1906년에 199회, 1907년에 188회, 1909년에 112회, 1910년에 266회나 일어날 정도로 만연했고 1911년 이후에는 더욱 급속히 증가했다.

## 혁명 조직 결성

### 쑨원의 혁명 운동

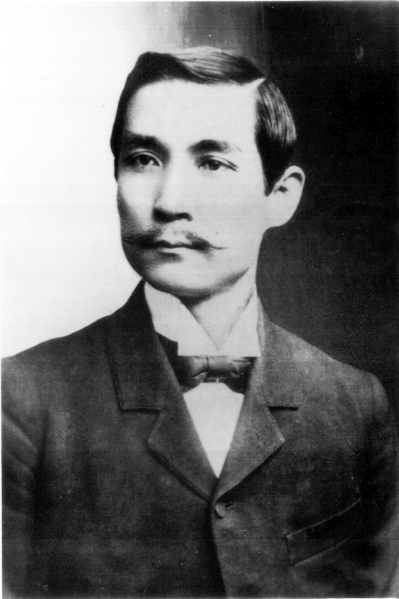
손문(쑨원)(1900년 8월)

중국 공화혁명의 시초는 1894년 손문(쑨원)을 비롯한 지식인들이 ‘청조를 타도하자!’는 취지로 미주 하와이에서 ‘흥중회(興中會)’라는 비밀결사를 만들면서 시작되었다. 손문은 다음해 1895년 홍콩에서도 흥중회를 만들어 기층 민중을 동원해 광주(광저우)(廣州)를 무장으로써 점령하려는 최초 반청 봉기를 계획했으나 이 거사가 사전에 발각되어 실패한 후 망명했고 영국 런던에서 청국 공사관에 억류되었다. 손문은 이 사건으로 국제적으로 유명해졌고 억류에서 석방된 후에는 대영박물관에 드나들면서 삼민주의 사상 기초를 닦았고 1897년 전후로 쑨원은 일본을 거점으로 하와이, 베트남, 타이, 싱가포르를 순회하면서 화교와 유학생들에게 혁명 사상을 전파하고 봉기하려는 자금 모금에 나선다.
1900년 의화단운동을 전후해 손문은 이홍장(李鴻章)을 황제로 추대해 양광(兩廣) 지방을 독립시키려는 모의하다가 실패했다. 이어 광동성(廣東省) 혜주(惠州)에서 조직한 봉기도 한때 2만 여 인이나 모을 수 있었으나 외부 지원 두절로 실패했고 다시 망명했다. 이렇게 손문이 비밀결사를 중심으로 한도를 정한 봉기를 도모하던 중에 일어난 의화단운동은 청조 존재 근거에 의문을 불러일으켰고 일본 유학생을 위시한 지식인을 대상으로 한 혁명 주장이 나오기 시작했다.

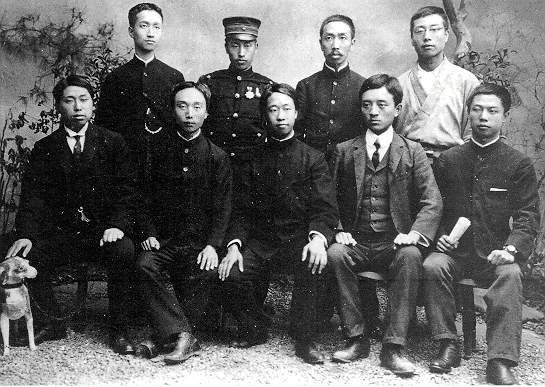
1905년 화흥회 요인들. 앞줄 왼쪽 첫 번째가 황흥(황싱), 네번째가 송교인(쑹자오런), 뒷줄 오른쪽 끝이 류보.

대러시아 저항운동은 사회 변화와 발전을 추구하는 학생과 지식인에게 ‘청조 타도 정당성’을 확산시키는 계기가 되었다. 러시아는 의화단 진압 후 만주에서 군대를 철수하기로 한 약속을 지키지 않고 청조에 새로운 요구 조건을 제시해 이 지역을 자신의 세력권하에 두려고 했다. 일본에 유학 가 있던 중국인 유학생들은 러시아에 저항하려는 의용대를 결성하고 학생군을 조직했다. 이들은 많은 유학생에게 호응받았으나 청조는 “대러시아 저항을 구실로 혁명을 꾀한다”고 하여 탄압했다.
이 저항운동이 청조 탄압 탓에 실패한 후 일본 유학생계에는 혁명 운동 기운이 본격으로 싹텄다. 이 운동에 참여한 학생들이 조직한 단체가 모태가 되어 국내 반청 혁명단체인 화흥회(華興會)와 광복회(光復會) 가 뒤에 성립되었으며, 종래 반제국주의의 선전이 반청 혁명을 집중으로 선전하는 것으로 바뀌었다. 이 시기에는 추용의 ‘혁명군’같은 선전책자가 널리 읽혀 급진적인 청년들에게 큰 영향을 미쳤다. 장병린이 ‘혁명군’을 소개하는 글을 『소보(蘇報)』라는 잡지에 실었다가 추용과 함께 투옥되어 옥고를 치르는 필화사건으로 이 책자는 한층 널리 알려졌다. 또 화흥회 회원인 진천화 가 지은 『경세종(警世鐘)』, 『맹회두(猛回頭)』와 같은 선전책자도 많은 영향을 미쳤다. 일본 정부가 중국인 유학생을 단속하는 규칙을 만든 데 항의해 진천화가 바다에 투신해 죽은 사건은 그의 혁명주장을 더욱 인상 깊게 했다. 이들의 주장은 청조가 대외적 위기에 적절하게 대응하지 못함으로써 중국이 멸망할 위기에 놓여 있으므로 청조를 타도해야 한다는 것이었다.

### 중국동맹회 결성

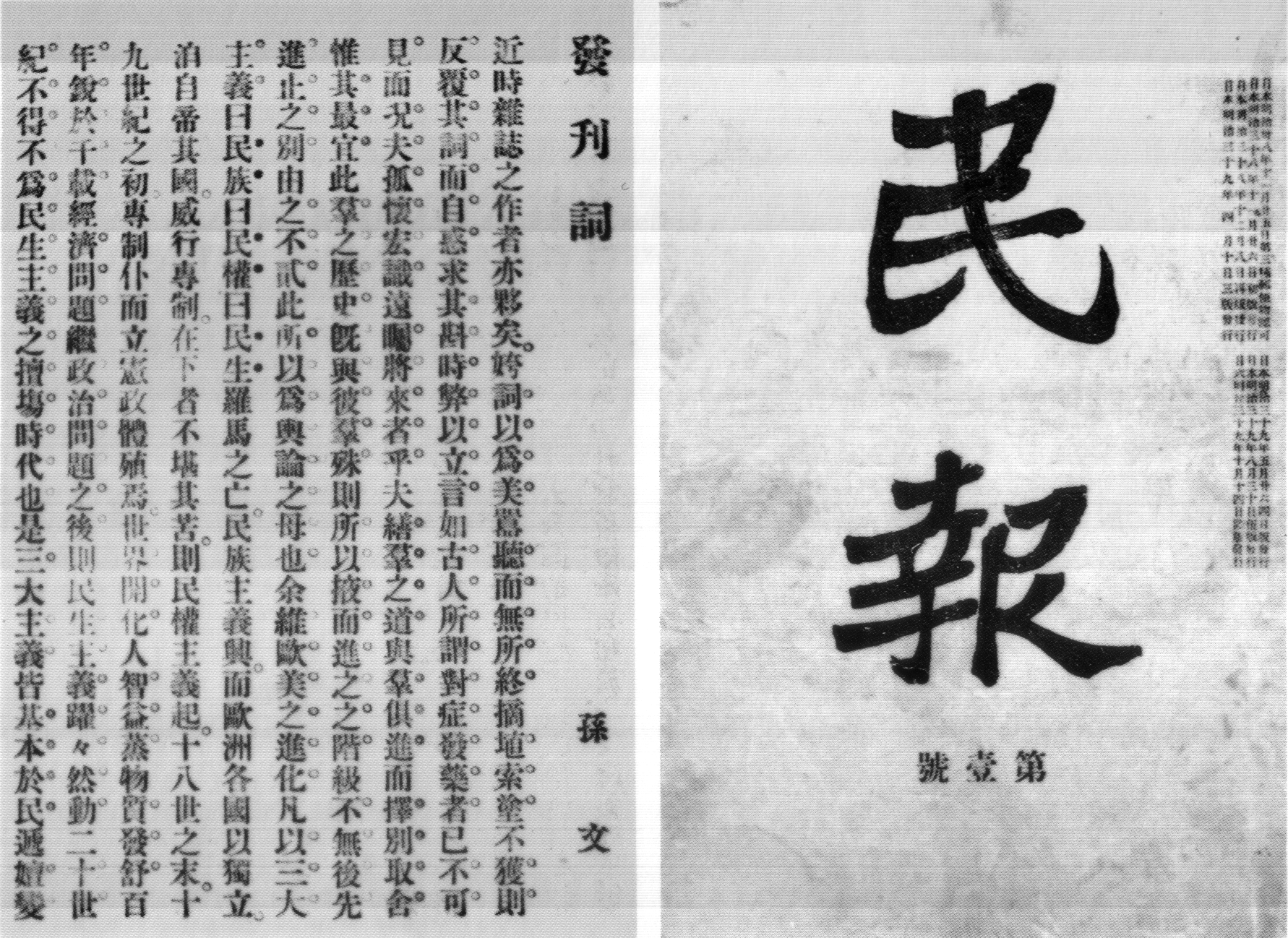
중국동맹회 기관지 《민보》. 1906년 발행되었다.

각지에서 혁명 단체가 결성되자 쑨원의 흥중회를 비롯하여 화흥회, 광복회 등 여러 혁명단체들이 “통합하여 혁명운동을 더욱 강화하자”는 움직임을 나타냈다. 1907년 7월 혁명의 선구자 쑨원이 유럽에서 일본에 들렀을 때 이 움직임은 결실을 보게 되었다. 쑨원은 혁명의 동지 황싱과 혁명 제단체의 연합을 제창한 끝에 호응을 얻었다. 대표들은 쑨원을 주석으로 추대할 것, 새로 결성되는 단체의 이름은 중국동맹회로 할 것, 쑨원이 제창하는 ‘만주족을 몰아내고 중화를 회복하며, 민국을 창립하여 지권을 평균한다’는 4개 강령을 동맹회의 강령으로 결정하였다. 이 혁명파의 지도적 인물로는 쑨원, 황싱, 장병린 등이 있었다. 그들은 1906년 공동으로 전략을 세워 혁명 봉기 후의 정권 수립에 대비한다는 데 합의하였다.

#### 동맹회 지부 설치
중국동맹회는 본부를 일본 도쿄에 본부를 두고 국내외에 8개 지부를 두도록 했다. 국내에 5부 즉 상하이에 설치한 동부는 장쑤성, 저장성, 안후이성 3개 성을 관할하며, 충칭에 설치한 서부는 간쑤성, 쓰촨성, 티베트, 신장, 구이저우성 5개 성을 관할하고, 홍콩에 설치한 남부는 푸젠성, 광둥성, 광시, 윈난성 4개 성을 관할하고, 연대에 설치한 북부는 산둥성, 산시 성(산서성), 산시 성(섬서성), 몽골, 즈리 성, 동삼성의 8성을 관할하도록 하였다.
한편 해외에는 미국 호놀룰루에 설치한 하와이 지부, 샌프란시스코에 설치한 미주 지부, 유럽 벨기에의 브뤼셀에는 구주 지부, 싱가포르에는 남양 지부 등 4개 지부를 설치했다.

### 혁명 참가자의 구성원
신해혁명은 일본에서 귀국한 유학생,지식인 뿐만 아닌 여러 단체에 참가한 일반 군중들, 해외 화교, 신군 병사, 신사층, 농민 등 폭넓은 계층들에 의해 일어난 혁명이었다.

#### 신흥지식인 참여
신흥 지식인들은 해외(주로 일본)에서 신지식을 배운 유학생과 신식 학당(學堂)에서 배운 학생이 주체였다. 과거제도 폐지 후, 청조는 서구식 교육을 도입 함과 동시에 해외 유학을 장려했다. 도성장(타오청장)(陶成章)의 제창 아래, 서석린(徐錫麟)을 비롯해 많은 유학생들이 일본으로 유학해 최신의 군사 교육을 받아 귀국했다.
1900년대, 청조에서는 일본 유학열이 높아져, 신해혁명 직전에는 수만명이 일본에서 유학하고 있었다. 일본에서 배우는 유학생의 주변에는 혁명 사상에 고취되었는데, 1905년 중국동맹회가 도쿄에서 성립했을 때 90% 이상의 회원이 일본에서 배우는 유학생들이었다. 일본 유학한 학생들은 신해혁명에서 커다란 역할을 하였는데, 지도자 쑨원을 비롯해 황싱, 쑹자오런, 후한민, 왕징웨이등 혁명 지도자들 대부분이 일본 망명객 내지는 유학의 경험자였다.

#### 비밀결사 참가자 참여
청조 말기, 각지에서 홍문회(洪門會), 가로회(哥老會), 치공당(致公堂), 삼합회(三合會), 홍강회(洪江會) 등의 비밀결사 단체가 결성되어 반청(反淸)활동을 전개하고 있었다. 이러한 비밀결사에는 신사층, 농민, 수공업자, 상인이 참여하였으며, 이들은 주로 '반청복명'(反淸復明)의 사상을 제창했다.
비밀결사에서 가로회는 화흥회를, 청방(靑幇)은 광복회를, 삼합회는 흥중회와 각각 친밀한 관계를 구축했는데 쑨원도 이전에는 홍문치공당(洪門致公堂)의 회원이었다. 1908년 이전, 혁명파 인사들은 이러한 비밀결사 단체 세력들과 긴밀한 연락을 취하였고, 이러한 배경 아래 무장 봉기의 준비를 진행시켜 청조 타도에 중요한 역할을 했다.

#### 해외 화교의 참여
해외 화교도 신해혁명에서 중요한 역할을 하였다. 해외 화교는 해외 각지의 거주지에서 동맹회에 대한 자금 원조를 지원해준 것과 동시에, 귀국후 출신지에서 혁명 단체를 조직, 많은 무장 봉기에 참가했다. 1894년 11월,쑨원이 미국 샌프란시스코에서 흥중회를 결성했을 때에는 20명의 화교가 참여했었다. 또한, 황화강 봉기 당시 죽은 '72명의 열사'가운데 해외 화교가 29명을 차지하는 등, 많은 화교들이 혁명활동에 참가했다.

#### 신군 참여
1908년 이후, 혁명파의 혁명 운동은 군대 내의 신군(신건육군)의 혁명활동 동조자 포섭에 중점으로 옮겨, 혁명파 인사들은 신군 내에서 비밀리에 혁명 사상 보급에 노력했다. 과거제도의 폐지와 청조의 군대개혁 등에 의해 많은 청년 지식인들이 당시 신군에 많이 있어 이들이 혁명 활동에 중요한 역할을 이끌어 낸다.

#### 신사층의 참여
1907년 9월부터 10월, 청조는 입헌운동을 추진하고자 자정원과 자의국을 설치하여 신사층의 참정권을 제공했다. 1909년, 각 성(省)에 자의국이 설치되어 많은 신사층들이 선거에 의해 자의국에 선출되었다. 지방 신사층의 정치력은 지방정치 내에서 상당한 지위를 차지했다.
이러한 신사층들은 본래는 입헌파를 지지했으나 청조는 입헌 운동에 소극 태도로 일관하였으며, 1911년 5월에 경친왕을 필두로 발족한 내각 정책에 신사층은 대실망했고 우창봉기 이후 신사층을 비롯한 입헌파 세력도 신해혁명에 참여하였다.

#### 외국인 참여
이밖에 신해혁명에는 중국 동맹회를 비롯한 혁명활동에 가담한 중국인 이외 참여한 외국인들도 적지 않게 존재했었는데 특히 우메야 쇼키치(梅屋庄吉), 미야자키 도텐 등의 일본인들 지원이 현저하게 많았다. 1905년 일본 도쿄에서 성립된 중국동맹회를 비롯한 많은 혁명단체가 일본에서 조직 운영되었는데, 여기서 기타 잇키를 비롯한 일본 지식인들 다수가 동맹회에 참여하였고 이들은 뒷날 1911년 우창 봉기,신해혁명에도 참가한다.
그 밖에 한국인으로는 신규식이 1911년 중국 상하이로 망명할 때 동맹회 기관지 《민립보(民立報)》 기자 서혈아(徐血兒)를 만나 서혈아의 소개로 천치메이와 황싱 등 중국동맹회 간부들과 접선하고 친교를 맺어 1911년 3월 중국동맹회에 가입했다. 이후 신규식은 10월 우창봉기에 가담, 신해혁명에 참여했다.

## 혁명 봉기의 계속과 실패

### 동맹회 활동
중국동맹회는 같은 처지로 일본에 망명하고 있던 세력인 캉유웨이의 입헌파와 사상적인 논쟁을 전개하면서도 혁명운동의 구심체로서 조직적이고 계통적인 활동을 전개하였다. 그러나 동맹회의 활동은 입헌파에 비해 훨씬 어려움을 겪었다. 왜냐하면 혁명 활동이란 비밀활동을 필요로 하는 것이며, 또한 중국 국내에는 동맹회 세력의 본부를 설치할 곳이 없었다.
한편, 동맹회의 혁명이란 무력에 의하여 가능한 것이므로 무력 또한 물질적인 자금이 필요하였다. 그러나 이를 구하기 어려웠기 때문에 혁명당은 각지의 회당과 군대에게 연락하여 이들과 함께 혁명운동을 전개하였다. 쑨원의 전략은 해외에서 혁명 이론으로 무장한 혁명 세력을 본토에 침투시켜 전국 규모의 봉기를 유도한다는 것이었다. 그는 삼민주의를 내세워 군법,약법,헌법의 순서로 혁명을 전개한다는 3단계 혁명방안을 구상했다. 쑨원의 동맹회는 선전활동 외에 반청 무장봉기를 1905년~1911년 우창봉기 이전까지 수십여차례 시도했으나 모두 실패로 돌아갔다. 그 가운데 1908년 10월에 일으킨 ‘안휘성 신군 봉기’와 1910년 2월에 일으킨 ‘경술 신군 봉기’, 그리고 1911년 4월에 일으킨 황화강 봉기 등이 대표적인 사건인데, 이러한 무장봉기 실패들은 동맹회에 커다란 타격을 받기도 했다.
동맹회를 중심으로 한 무장봉기는 계속 실패해왔으나 국내에서의 혁명적 정세는 계속 확산되어가고 혁명적 분위기를 고조시켰다.

### 주요사건

#### 안휘 신군 봉기
1908년 10월 안휘성에서 ‘신군 사건’(新軍事件)이 발생했는데, 이를 ‘안휘 신군 봉기’라고 부른다. 신군은 위안스카이가 새로 편성한 신식 육군으로 신군의 청년 장병 가운데에는 쑨원의 혁명 사상에 동조하는 민족주의자들이 많았다. 이들은 악왕회라는 비밀단체를 만들어 한족 국가 건설의 결의를 다졌다. 1908년 10월 23일 악왕회의 간부인 범전갑은 광서제와 서태후의 죽음 소식을 듣고 10월 26일을 기하여 봉기하기로 하고 각 진영의 간부와 연락하여 웅성기를 사령관으로 추대하였다. 이렇게 해서 성 밖에 있던 신군은 일제히 봉기하였으나 탄약의 부족과 성 안의 군대가 내응하지 않고 해군 또한 봉기에 반대했기 때문에 실패로 돌아갔다. 주동자였던 범전갑은 체포, 처형되고 웅성기는 일본으로 건너가 그 곳에서 중국동맹회에 가입하였다. 그 후 웅성기는 다시 청나라에 잠입하여 유럽에서 귀국하는 섭정왕의 두 동생 재도(載濤)와 재순(載洵)을 하얼빈 역에서 암살하려다 밀고로 체포되어 사형에 처해졌다.

#### 경술 신군 봉기
1910년 2월, 광둥 성의 신군이 구정을 기해 일제히 봉기할 계획을 세웠다. 지금까지 신군 봉기는 주로 혁명파가 신군의 간부를 설득하여 봉기를 일으키도록 유도하는 경우가 많았으나 이번 광둥의 경우는 혁명파의 청년들이 신군 가운데 잠입하여 봉기할 계획이었다. 그러나 혈기 왕성한 혁명파 청년들의 적극적인 행동은 노련한 감시자의 눈에 띄기가 쉬웠다. 봉기 계획을 알아차린 신군의 수뇌들은 무기고에 있던 탄약을 모두 감추어 버렸다. 이 같은 사실을 전혀 몰랐던 신군의 보병 200여명이 무기고로 달려갔으나 탄약은 하나도 없었다. 봉기는 결국 실패했다. 이번 봉기에는 왕조명이나 호한민이 홍콩에서 대기하고 있다가 가담할 예정이었으나 탄약을 구하지 못해 신군이 해산하는 바람에 실패하고 말았다. 이 사건을 ‘경술 신군 봉기’라고 부른다. 봉기의 주동자 예영전은 전사하고 신군 34표(標, 1표는 200명 단위)의 책임자 조성(趙聲)은 어렵게 탈출하였다.

#### 왕조명의 순친왕 암살 기도
혁명 봉기가 실패를 거듭하자 입헌파의 기관지 《신민총보》와 동맹회의 기관지 《민보》까지도 ‘혁명파의 수령들은 편안히 앉아 있기만 하고 애매한 대중만 죽음에 몰아넣었다’고 비난을 퍼부었다.
동맹회 기관지 《민보》의 격렬한 비난에 분통을 터뜨린 왕조명은 《민보》의 보도가 잘못이라는 실증을 보여주기 위하여 베이징으로 달려갔다. 혁명 투사들뿐 아니라 자신도 혁명을 위하여는 목숨을 바치겠다는 결의를 보이기 위해서였다. 베이징에 올라온 왕조명은 웅성기가 하얼빈에서 암살하려다 실패한 바 있는 두 황족을 베이징 도착 때 폭살할 계획을 세웠다. 그러나 두 황족이 베이징에 도착했을 때는 많은 출영 인파로 그들을 분별할 길이 없어 예정을 변경하였다. 왕조명은 섭정왕인 순친왕을 폭살할 계획으로 순친왕이 자주 통과하는 다리 밑에 폭탄을 장치하였으나 이것마저 사전에 통행인에게 발각되어 미수에 그쳤다. 수색 끝에 폭탄 표피를 만든 대장간이 적발됨으로써 왕조명도 체포되어 무기형에 처해졌다. 왕조명의 순친왕 암살 기도 사건은 1910년 4월의 일이었다.

#### 황화강 사건
1910년 10월 쑨원과 황싱, 조성(趙聲) 등 중국동맹회 지도층 간부들이 남양에서 비밀회의를 열고 자금을 모집해 동맹회원 500인으로 결사대를 조직하고 신군(新軍)을 주체로 반청 단체들과 연합해 광저우에서 재차 무장봉기를 일으키기로 계획했다. 봉기에 성공하면 광저우를 근거지로 삼고 군대를 두 갈래로 나누어 북벌하되, 한 갈래는 황싱이 거느리고 호남을 거쳐 우창을 점령하며, 다른 한 갈래는 조성이 거느리고 강서를 거쳐 난징을 점령하기로 했다. 그런 다음 두 군이 회합해 장강을 건너 곧장 베이징으로 향하기로 했다.
그 해 1910년 10월 황싱, 조성은 홍콩에 봉기조직부를 설립하고 광저우로 사람을 보내 비밀 연락 지점을 38곳이나 세웠다. 이듬해 1911년 3월 5일 황싱과 조성은 봉기 날짜를 3월 15일로 의결했다가 다시 28일로 고쳤다. 황싱과 조성은 광저우에 도착하자 봉기 총지휘부를 설립했는데 무기가 미처 도착하지 않아 봉기를 하루 연기해 29일(4월 27일)에 일으키기로 하고 원래 정해놓은 열 갈래를 네 갈래로 통합하고 각각 광저우의 총독부와 북문,순경교련소,남대문 등을 공략하기로 했다.

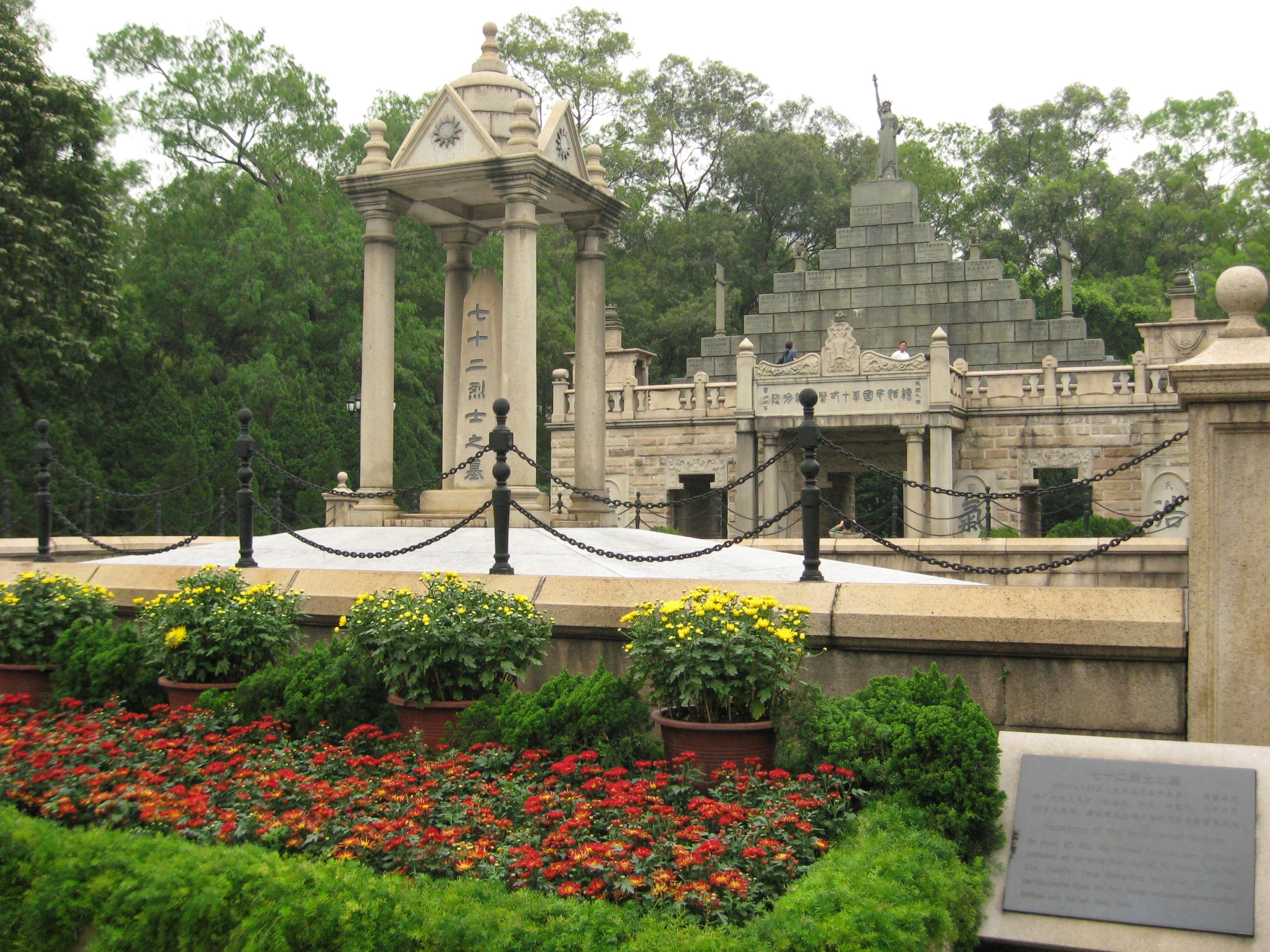
황화강 사건의 희생자들이 묻힌 72열사들의 묘.

3월 29일 오후 5시 반에 황싱이 100여 명의 선봉대를 이끌고 봉기를 일으켰는데, 나머지 세 갈래 봉기군은 이런저런 이유로 거사하지 못하고 신군도 성 밖에 막혀 들어오지 못했다. 황싱은 자신이 이끄는 100여명을 거느리고 계획대로 총독부를 점령했으나 신임 총독 장명기가 이미 도주해 총독부에 불을 지르고 나오다 수사제독(水師提督) 이준(李準)의 친병대대에 맞서 시가전을 벌였으나 이기지 못하고 대오를 흐트러뜨리고 말았다. 황싱은 이 전투에서 오른쪽 손가락을 두 마디나 잘렸으나 완강히 싸우다 후에 그의 처가 된 서종한의 권고에 못 이겨 의복을 갈아입고 그녀의 호위 아래 홍콩으로 몸을 숨겼다.
이 봉기도 실패해 봉기에 참여한 많은 사람들이 희생당하고 붙잡혀 살해된 사람까지 모두 86명이었다. 4일 후 유지인사들이 나서서 희생된 사람들의 시체를 72구 찾아 황화강(黃花岡)이라는 곳에 집단 안장했는데, 이를 황화강 72열사라고 부른다.

### 말레이 반도에서의 혁명활동

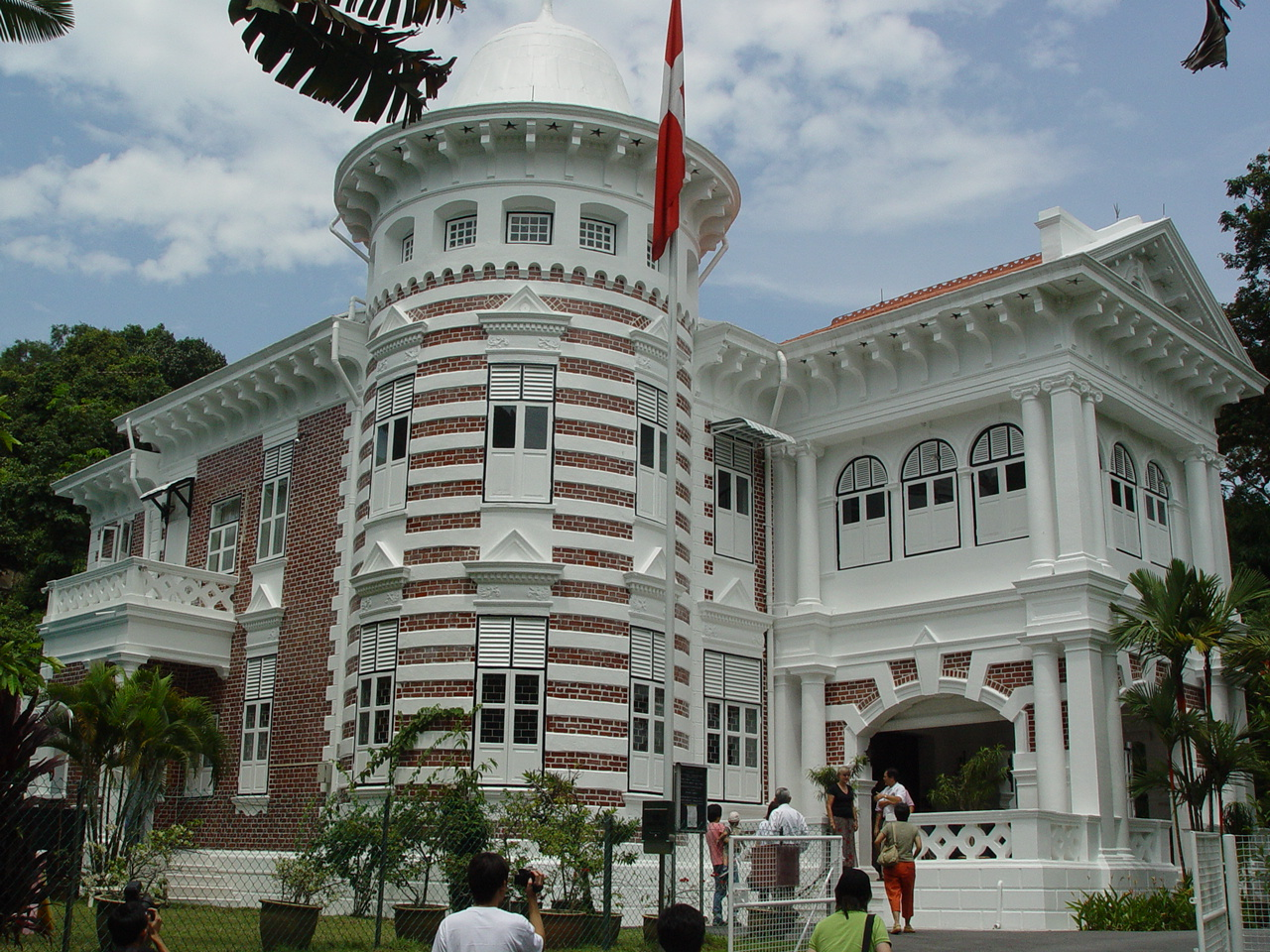
1911년 12월 16일, 쑨원과 그의 군사 고문 호머 리 (Homer Lea, 荷馬李)는 싱가포르의 골든벨 맨션 (Goldenbell Mansion)에 머물렀다. 이 기간은 쑨원이 우창봉기 소식을 듣고 미국->유럽을 경유해 싱가포르에 마지막으로 머물렀던 기간이다.

말레이 반도에서의 혁명 활동은 말레이시아와 싱가포르에서 이루어진 신해혁명과 관련된 활동을 가리키는데, 쑨원은 1906년부터 1910년 기간동안 싱가포르를 중심으로 해외에서의 자금을 얻기 위한 활동과 혁명사상 전파 활동을 하였다. 이 무렵 말레이 반도는 중국 본토를 제외하면 화교의 밀도가 가장 높은 지역이었으며, 화교의 경제적 위치도 크게 성장하고 있었다. 쑨원은 수차에 걸쳐 말레이 반도를 방문해 현지의 화교들에게 혁명에 참가할 것을 호소했고 화교 다수에게서 조언을 얻는 등 화교들에게 혁명을 호응받았으므로 말레이 반도는 혁명 운동의 주요 활동 지역 중 하나가 될 수 있었다.

## 혁명의 전야

### 보로운동의 확산과 쓰촨 폭동

#### 배경
청조는 1898년 이래 철도부설권, 광산채굴권 등 막대한 이권을 외국인의 손에 넘겨주어 이 시기 철도 부설 운동이 크게 일어났다. 그리고 민간에서 이권 회수 운동이 일어나 철도도 스스로 자금을 마련해서 부설하자는 운동이 일어났다. 특히 호남, 호북, 사천, 광동에서 적극적으로 이 운동이 일어나 주식을 판매하여 자금을 모아 건설하게 되었다. 그러나 이렇게 모은 자금에는 한계가 있었기 때문에 철도 부설이 제대로 이루어지지 않았다.

#### 청조의 철도국유화령

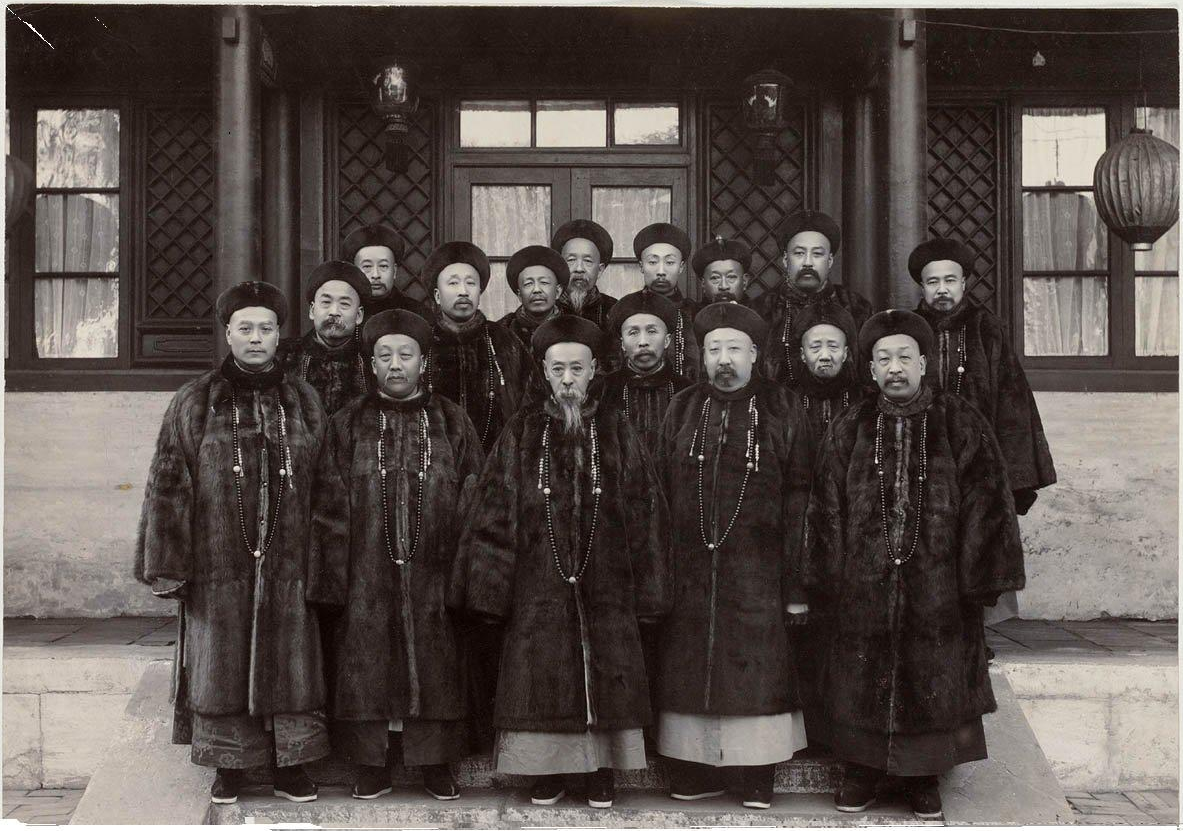
청조 황족 고위 내각관료들(중앙에 경친왕 혁광). 이들 내각은 ‘철도국유화’를 추진해 민중들로부터 격분하게 만들었다.

1911년 5월에 청 조정은 ‘신정’(新政)의 일환으로 새로운 내각을 구성하고 13명의 각료를 임명했다. 그러나 문제는 이 13명의 각료 중 한족 출신은 4명뿐이고 나머지 9명은 만주족이었으며 그 9명 중 6명은 황족이었기 때문에 개혁의 기대를 완전히 저버린 내각인사였다. 더 커다란 문제는 이 내각에서 우전부대신 성선회가 ‘철도를 국유화 하여 국가에 건설하자’고 건의하여 청조정은 즉각 철도 국유화령을 내렸다. 이는 건설이 예정된 쓰촨 ~ 한커우, 한커우 ~ 광저우 간 철도를 정부가 외국의 차관을 얻어 건설할 것이며 이미 사업에 투자한 민간인들에게는 공채를 발행해 보상해 준다는 것이었다. 이 때, 문제가 되었던 것은 이미 판매한 주식 대금에 대한 보상이었는데 보상할 능력이 없었던 정부는 언제일지 모르지만 철도 건설이 완성된 다음에 보상해 주기로 하였기 때문에 투자자들만 피해를 입게 되었다.

#### 보로운동 확산

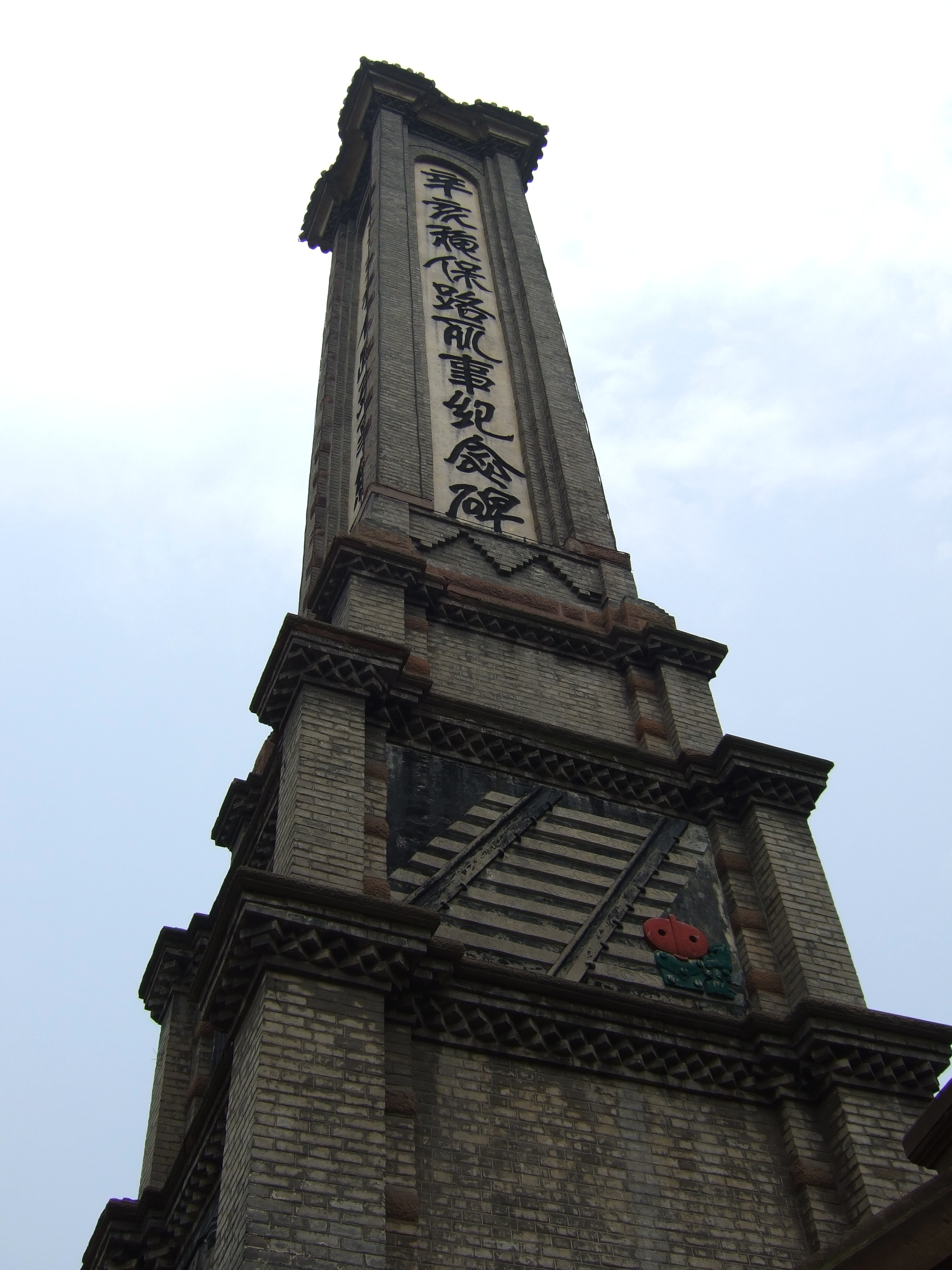
보로운동 희생자 추모비

청조의 이러한 조처는 결정 당사자를 제외한 모든 사람을 격분시켰다. 우선 내각이 의회에 아무런 상의 없이 일방적으로 결정하고 통보한 사항이었고 정부가 약속한 민주적인 절차를 완전히 무시했고 만주족이 독점한 내각에서 외국 자본을 끌어들이려 했다는 것은 당시 중국 민족주의의 정서에 크게 거스르는 결정이었으며 이미 투자한 민간인들의 이권을 박탈하는 조처였다. 그리하여 피해를 입은 지역 가운데 호남 장사(長沙)에서 처음으로 국유화령을 취소하도록 요구하였다. 또, 조세에 항거하자는 상인의 철시와 동맹휴학도 일어났다. 이후 6월 17일 ‘보로 동지회’가 조직되어 호북과 양광에서도 보로운동이 일어났는데, 그 가운데 제일 격렬하게 일어난 곳이 사천성이었다.
사천성의 주요도시인 성도(成都)에 ‘사천보로동지회(四川保路同志會)’가 조직되었으며, 각 주현에 분회를 조직하고, 동맹 휴학과 납세 거부 운동을 전개하였다. 당시 사천총독(四川總督) 조이풍은 보로운동에 대하여 동정적이었으므로 철도의 민영화를 건의하여 입헌파로부터 찬양을 받았다. 그러나 성선회 등으로부터 질책받고 조정의 강경책이 나오자 태도를 바꾸어 그 때까지 취했던 완화정책 대신에 적극적인 진압 정책을 펴게 되었다.
이 과정에서 진압하는 군대가 군중들에게 총을 발사하여 20명이 사망하는 유혈 사태가 터졌고 이는 후에 1911년 9월, 무장 폭동으로 번졌다. 사천총독 조이풍은 성도 전역에 계엄령을 내리고 사천성 전역에서 일어나는 저항을 저지시키려고 하였으나, 이때는 이미 ‘사천혁명당’이 조직한 ‘보로동지군(保路同志會)’이 성도를 포위하는 상황이었고 또 10여 개의 주현(州縣)을 점령하고 있을 정도로 기세가 강해, 청조도 진압할 형편이 못 되었다. 청조에서 이 소식을 접하고 즉시 각 성(省)에 연락하여 사천성을 진압할 군대를 파병했다. 그런데 진압군을 이끌던 단방(端方)이 사천성의 자주(資州)에 이르렀을 때 그가 이끄는 호북 신군(新軍)이 그를 살해하고 시위대에 가담했다. 여기에 전임총독 잠춘훤도 '사천성으로 가 조이풍과 사태를 수습하라'는 중앙 정부의 명령을 받고 무한(武漢)까지 왔으나 사태가 심각하다는것을 보고 사천으로 들어가지 못하여 결국 성도는 '보로동지군'에게 점령당하고 청조가 진압하지 못한 채 무창봉기가 일어나게 되었다.

## 혁명의 전개

### 우창 봉기

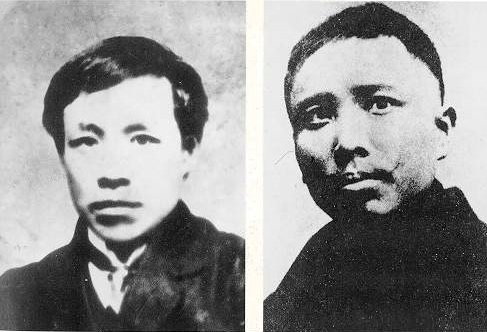
장이우(왼쪽)와 쑨우(오른쪽). 이들은 각각 문학사와 공진회를 이끌었던 동맹회 회원 혁명파로 우창봉기를 계획했었으나, 사전에 발각되었다.

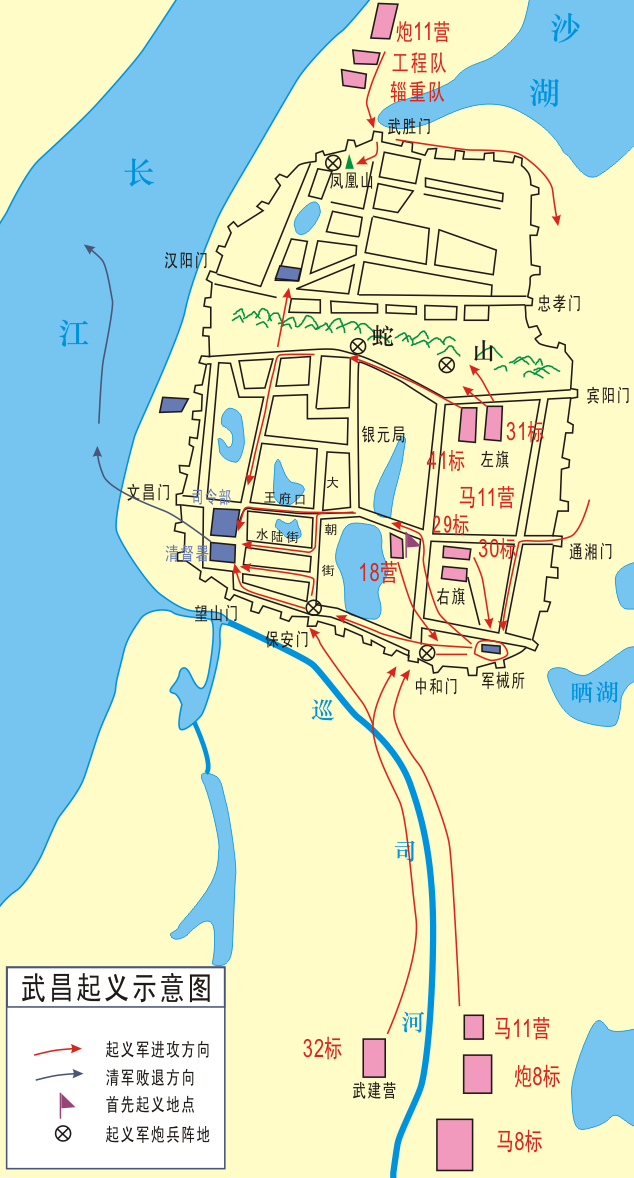
우창봉기 당시 우창성 지도. 빨간색 화살표는 봉기를 일으킨 혁명군, 파란색 화살표는 청군이다.

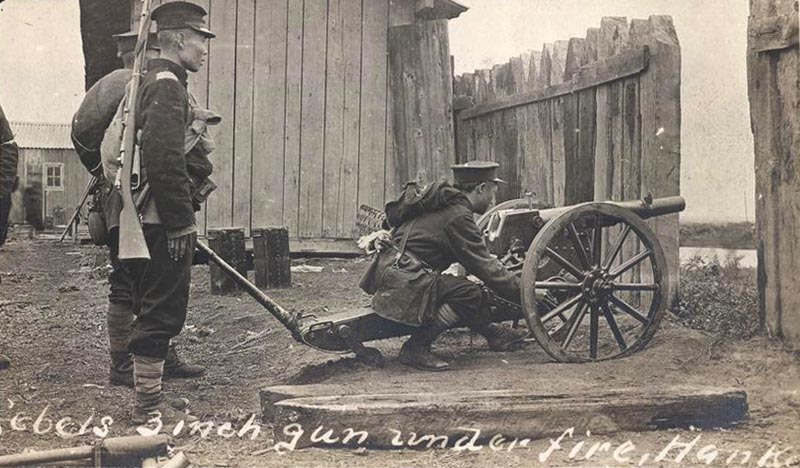
봉기를 일으킨 신군(新軍) 포병들.

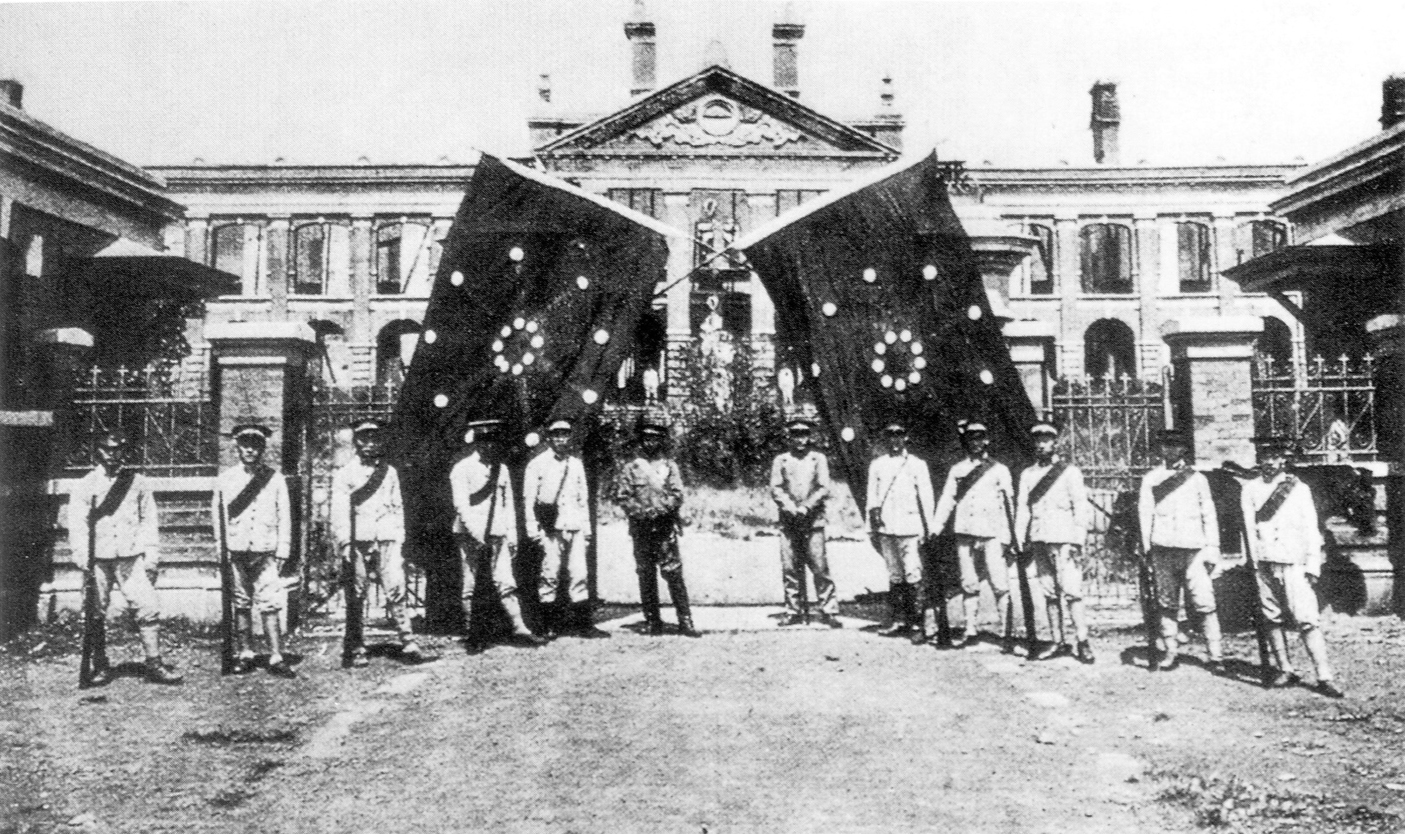
1911년 10월 11일 ‘호북 군정부’ 수립. 공화혁명으로 가장 먼저 수립된 호북 군정부는 청조의 고위장교였던 리위안훙을 군정부 도독으로 선출하였다.

쓰촨 성의 사태가 급해지자 청조에서는 호북의 신군(新軍)을 쓰촨으로 파견하여 이를 진압하도록 하였다. 따라서 당시 우창에는 일부의 신군만 남아있게 되어 혁명파들에게는 좋은 기회를 주었다. 당시 우창에는 이미 혁명당인 공진회(共進會)와 문학사(文學社)가 활동 하고 있어서 신군 안에 혁명 사상을 전파하고 있었으며, 또한 1911년 7월에 쑹자오런을 중심으로 중국동맹회 중부총회가 성립되어 우창으로 사람을 보내 이들 단체들과 연합하고 있었다.
1911년 가을 무렵에 이르면 우창의 신군 15,000명 가운데 1/3규모에 해당하는 5,000여 명의 신군이 혁명파에 가담한 상태가 된다. 그 해 9월 문학사와 공진회는 연석 회의를 개최하고 통합 지휘부를 설립했다. 그리고 문학사 지도자인 장이우(蔣翊武)가 총사령관으로, 공진회 회장 쑨우(孫武)가 참모장으로 추천되었다. 그들은 헌장을 제정하고 깃발을 만들고 폭탄을 제조하는 등 봉기에 필요한 준비 작업 및 계획에 들어갔다. 그리고 상하이에 사람을 보내 쑹자오런, 황싱을 우창으로 오도록 하여 봉기 후 각 성과의 연락 계획을 수립하였으며, 추석인 10월 16일에 봉기하기로 날짜를 정했다.
그러나 10월 9일 한커우의 러시아 조계 안에서 봉기에 필요한 폭탄을 만들다 화약이 폭발하여 봉기를 위하여 준비하였던 기치, 선언, 명단 등이 적발되었다. 따라서 이를 준비하던 사람이 체포되어 다음 날 처형되고 계엄령 아래 명단에 있는 사람들이 체포당하게 되었다. 이에 혁명당인들이 연락하여 봉기를 앞당겨 일으켰다. 봉기는 우창의 신군부 공병 제8대대의 부사관과 병
들이 가장 먼저 일으켰고, 이어서 보병ㆍ포병 부대와 군사학교 사관생도도 이에 가세했다.
이 때 호광총독 서징은 봉기군에 진압할 형편이 되지못하고 위세에 밀려 창황히 도망해서 봉기한 혁명군은 당일 우창성을 점령하고 ‘호북 군정부’를 수립했다. 혁명군은 혁명파와는 관계가 없는 신군의 여단장 리위안훙을 군정부의 도독으로 선출했다. 그리고 그 날 밤에 한양(漢陽)을, 다음 날 아침에 한커우를 함락하여 이른바 ‘무한 3진’(武漢三鎭)을 확보하였다. 이처럼 혁명은 우창에서 처음 봉기를 일으켰기 때문에 우창 봉기, 우창수의, 우창기의, 제1차 혁명이라고 부른다. 간기로 신해년(辛亥年)이어서 ‘신해혁명’이라고도 부른다. 그리고 이 날이 10월 10일이어서 오늘날 중화민국에서는 중화민국 국경일, 중화인민공화국에서는 신해혁명 기념일이라 불러 기념하고 있다.

### 각 성의 호응과 독립
- 10월 22일 - 호남, 섬서에서 처음으로 우창 봉기에 호응해 봉기가 일어났다. 호남에서 혁명당의 초달봉(焦達峰)은 회당과 신군을 발동하여 장사(長沙)를 공격했다. 이에 순무 여성격(余誠格)은 숨어버리고, 초달봉은 ‘호남 군정부’를 수립하여 자신이 도독이 되었다. 같은 날 섬서에서도 동맹회원이 회당, 신군과 연합하여 봉기를 일으켜 ‘섬서 군정부’를 조직하고 원래 일지회(日知會) 회원이었던 신군의 장봉홰(張鳳翽)가 도독이 되었다.
- 10월 23일 - 강서에서는 구강(九江)에서, 31일에 남창(南昌)에서 봉기가 일어나 ‘강서 군정부’를 조직하고, 동맹회 회원 이열군(李烈鈞)이 도독이 되었다.
- 10월 29일 - 산서의 신군 혁명당원이 봉기를 일으켜 ‘산서 군정부’를 조직하고 신군의 협통인 옌시산을 도독으로 선출하였다.
- 10월 30일 - 운남의 동맹회 회원 이근원(李根源)은 신군의 협통 차이어(蔡鍔)와 연락하여 봉기를 일으키고 ‘운남 군정부’를 조직, 차이어를 도독으로 선출하였다.
- 11월 3일 - 상하이는 중국동맹회 중부총회가 봉기를 일으켜 동맹회 회원 천치메이가 ‘상하이 군정부’ 도독으로 추대되었다.
- 11월 4일 - 절강은 상하이의 지원아래 혁명당원이 신군과 연락하여 항저우를 점령하고 입헌파의 탕수잠(湯壽潛)을 도독으로 선출하였다. 같은 날 귀저우에서도 혁명당은 신군 및 육군학당의 학생들과 함께 봉기하여 귀양(貴陽)을 점령하고 신군의 장교 양진성(楊盡誠)을 도독으로 선출하였다.
- 11월 5일 - 강소에 입헌파들이 신상(紳商), 관료들과 함께 순무 정덕전(程德全)에게 독립을 선포하도록 요구하여 청조의 순무가 새로운 군정부의 도독으로 추대되었다. 같은 날 안휘에서도 동맹회 회원과 회당(會黨)이 함께 일어나자 입헌파들은 순무에게 독립을 선포하도록 요구하여 순무인 주가보(朱家寶)가 독립을 선포하고 도독으로 선출되었다. 그 후 주가보는 안휘 성을 떠나 손육군(孫毓筠), 백문울(柏文蔚)이 차례로 도독이 되었다.
- 11월 6일 - 광서는 광서 자의국에서 정정에서 벗어나자고 결의하여 다음날 독립을 선포하였는데, 육영정(陸榮廷)이 정변을 일으켜 도독에 올랐다.
- 11월 9일 - 광둥도 독립을 선포하고 호한민(胡漢民)이 도독이 되었다. 같은 날 복건에서도 복주의 동맹회 회원 허숭지(許崇智)가 봉기를 일으켜 제10진 통제(統制) 손도인(孫道仁)을 ‘복건 군정부’ 도독으로 선출하였다.
- 11월 13일 - 산둥에서도 독립을 선포하고 순무인 손보기(孫寶琦)가 도독으로 선출되었다. 그러나 그는 위안스카이와 결탁하여 스스로 독립을 취소하였으며 이로 인하여 혁명당원이 많은 피해를 입었다.
- 11월 27일 - 쓰촨도 성도에서 독립을 선포하여 입헌파의 포전준(浦殿俊)을 도독으로 선출하였다.

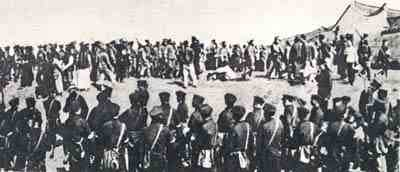
혁명군에게 투항하는 청군

우창 봉기에 이어 호남, 섬서, 강서, 산서, 상하이, 절강, 광둥 등 여러 지역에서 동맹회 회원들이 우창 봉기에 자극받아 일제히 봉기하여 11월 하순에는 24성 가운데 14성이 청조의 지배로부터 이탈, 독립하게 된다.
청나라로부터 독립을 선언한 각 성은 통일 혁명중앙정부의 수립을 위해 “각성도독부대표연합회”(各省都督府代表聯合會), “각성대표회의” 등을 만들었다. 그러나 이들의 혁명 과정을 자세히 살펴보면 중국동맹회 등 통일된 혁명세력이 각 성의 무장봉기에 가담하여 봉기를 일으킨 것이 아니었기 때문에 주체적이고 일률적인 규율이나 지도체제가 없었다. 일단 청조와 구체제에 반대하기만 하면 입헌파든 공화파든 가리지 않고 무장봉기에 나섰기 때문에 봉기가 성공하여도 실제 지배권은 입헌파등 반동세력이 가지고 있는 경우가 많았다.

### 청조의 대응과 위안스카이의 등장

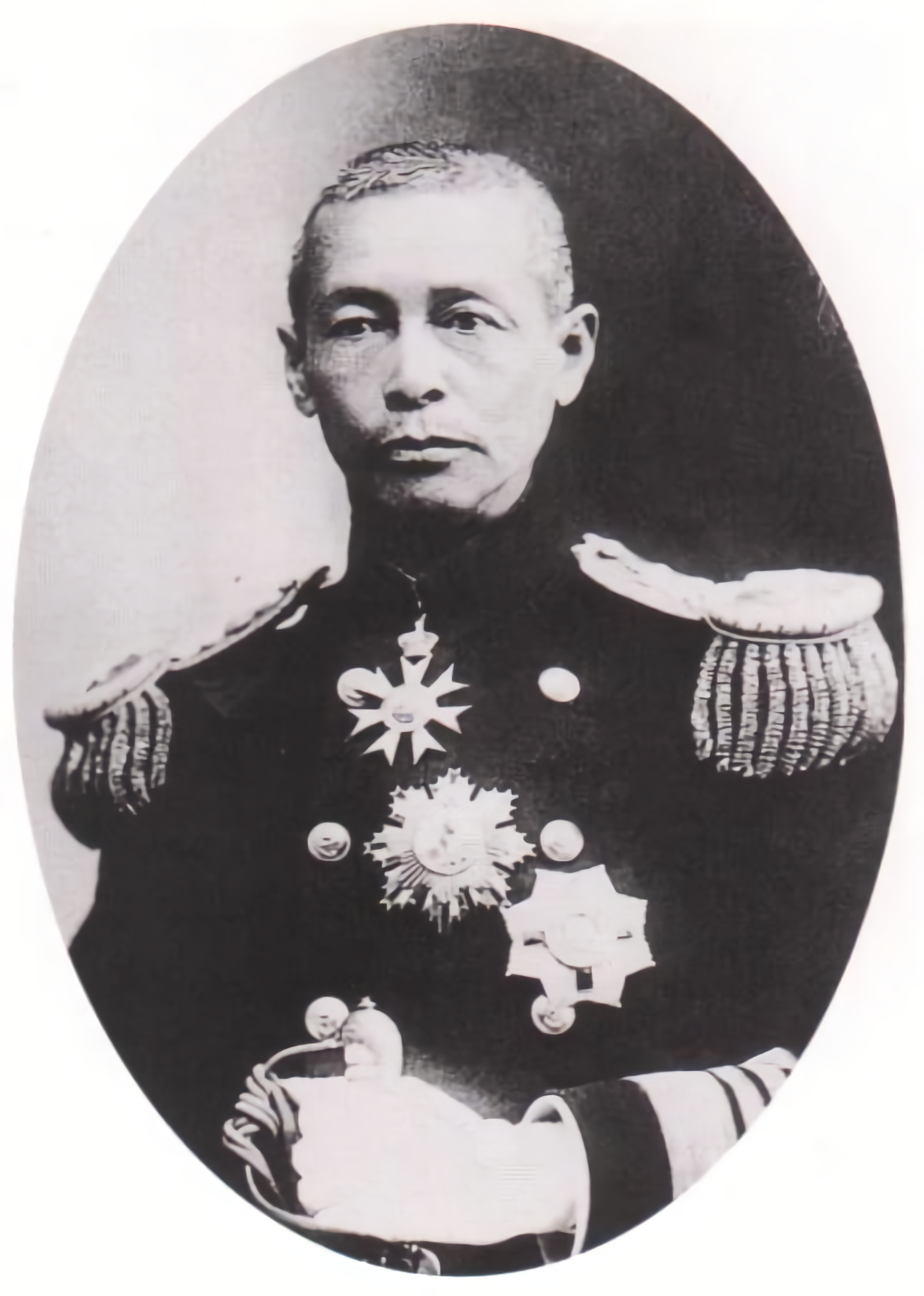
해군부 부대신 살진빙(萨镇冰)

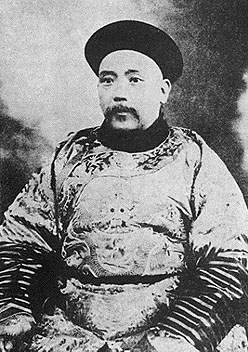
내각총리대신 시절의 위안스카이

한편, 베이징의 청조에선 '우창에서 봉기가 일어났다'는 소식을 10월 11일 오후에 알게되었다. 당황한 청조는 그 이튿날인 10월 12일 우창에서 도망쳐온 총독 서징을 파면하고 육군부 대신 음창과 해군부 부대신 살진빙(萨镇冰)으로 하여금 혁명군을 제압하도록 하였다. 그리고 패전의 책임을 서징에게 전가하고 철도국유화 정책을 추진하던 우전부 대신 성선회를 '민란의 책임자'로 몰아 민심을 수습하려 하였다.
청조는 백성들의 원성을 사고있던 고관들을 파직하여 민심을 수습하는 한편, 혁명파를 진압하기 위해 2년 전에 축출한 위안스카이를 다시 부르지 않을 수 없게 되었다. 청조가 위안스카이를 다시 부르려했던 이유는 혁명군 토벌을 명령받은 음창과 살진빙이 제대로 청군을 통솔하지 못했기 때문이었다. 그래서 청 정부로서는 봉기를 일으킨 혁명군을 진압할려면 최정예부대인 북양 신군을 동원해야 했는데 돤치루이, 펑궈장 등 북양 신군의 고급 지휘관들이 위안스카이에게 개인적으로 충성하고 있었기 때문이다. 위안스카이는 ‘북양 신군’을 만들어낸 장본인이었을 뿐 아니라 실질적인 권한자였다.
청조는 그를 호광총독에 임명하여 혁명군을 토벌토록 명하였다. 그러나 위안스카이 자신은 청조에서 다시 부르는 것에 대해 적극적인 태도를 보이지 않았고 오히려 꾀병을 내어 움직이지 않았다. 청조 내각에서는 “위안스카이를 다시 불러 혁명군을 진압하자”는 논의를 가졌는데, 청의 황족 가운데 일부는 위안스카이를 “사마중달과 같은 자”라고 비난하면서 “범을 불러 집을 지키게 하는 어리석음을 범하지 말아야 한다”고 주장해 위안스카이를 부르는 것을 반대했으나 청 정부로서는 다른 선택의 여지가 없었다.
10월 27일 청 정부는 위안스카이에게 모든 전권을 위임하고 흠차대신(欽差大臣)으로 임명하여 호북반란 진압군과 장강 해군을 총지휘하게 했다. 11월 1일에는 내각총리인 경친왕 혁광이 사임하고, 위안스카이의 요구대로 위안스카이가 총리대신이 됐다. 순친왕은 위안스카이의 요구로 섭정에서 물러나야 했다. 그리고 11월 3일에 청조는 《헌법신조 19조》를 발표하여 황제의 대권을 대폭 삭제하여 헌법에 규정된 권한만을 갖게 하고 황족은 내각총리대신이 될 수 없다고 하였다. 따라서 위안스카이는 내각총리로 청나라의 군정(軍政)대권을 모두 장악하였으며, 호북의 혁명군에게 압력을 가하기 시작하였다.

### 북양군의 혁명군 진압
위안스카이는 청조로부터 전권을 위임받고 북양군의 돤치루이와 펑궈장을 동원하여 진압에 나서 혁명군과 전투를 벌였다. 11월 2일에 청군이 한커우로 진입해 들어와 대결하면서 혁명군과 청군과의 전쟁이 시작되었다. 그 결과 혁명군은 한양(漢陽)으로 철수할 수 밖에 없었다. 11월 17일 혁명군의 황싱은 한커우를 공격하고 한때 한커우를 수복하는 등 공세를 벌이기도 했었으나 재차 잃어버리고 나아가 11월 27일에 한양마저 돤치루이군에게 함락 당하여 황싱은 우창으로 갔다. 그런데 우창마저 위태롭게 되었다. 이처럼 혁명군은 북양군에 패할 수밖에 없었다. 왜냐하면 혁명군은 학생,농민,노동자,의용군으로 세력을 확대하여 구성된 경우가 많았고, 이들은 훈련도 부족하였을 뿐만 아니라 조직력면에서도 화력에서도 북양군과 비교될 수 없었다.

### 남북의화

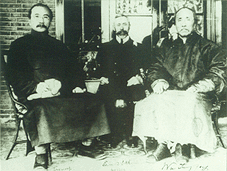
남북의화 교섭. 왼쪽이 탕사오이, 오른쪽이 우팅팡. 중앙은 중개역의 영국인 상인 리틀(Edward Selby Little).

위안스카이는 청으로부터 전권을 위임받고 북양군의 돤치루이와 펑궈장을 동원하여 혁명군과 교전을 벌였다. 그러나 위안스카이는 처음부터 혁명군과 전투를 치룰 의사가 없었으므로 베이징 주재 영국 공사 존 조던(Jordan, John)에게 부탁하여 혁명군과 화의를 모색했다.
당시 혁명군의 활동 지역은 장강 중류 지역으로 영국의 세력 범위였기 때문에 영국으로서도 이 지역에서의 전투는 바라지 않아, 영국 영사관 조던은 상하이 주재 영국 영사에게 지시하여 쌍방의 화의를 주선하게 되었다. 한편, 이무렵 혁명군은 한양(漢陽)을 빼앗긴 직후로 수세에 몰렸던 상황이었다. 이에 한커우에 주재하고 있던 영국 영사의 중재로 ‘남북의화’를 제안했고, ‘호북 군정부’ 도독인 리위안훙도 정전(停戰)을 요청하는 뜻을 전국에 알렸다. 12월 2일 한커우에 모인 각 성의 대표들은 위안스카이가 반정(反正)한다면 그를 임시대총통으로 선출하기로 결의했다.
영국 영사의 중재 주선하에 그 결과 위안스카이를 대표하여 탕사오이와 혁명군을 대표하여 우팅팡이 상하이 영국 영사관에서 만나, 우선 12월 3일에 남북 양측이 3일간 정전하기로 합의했다.
이러한 협상은 남북의화(南北議和)라고 하는데 혁명세력이 강했던 남부지방과 위안스카이 등 청조세력의 북부지방의 협상을 의미한다. 혁명군은 이러한 정치적 타협의 길로 나갈 수밖에 없는 원인은 다음과 같다.

- 혁명군은 자체적인 통일성과, 단결성이 결여되었음
- 위안스카이에 대한 호의적인 여론 및 서구 등 열강의 지지
- 군사적 열세로 일단 위안을 이용하여 청조를 타도하자는 전략 등.

이런 정전과 타협의 움직임은 중국 신해혁명의 전개에서 중대한 전환점이 되었다. 12월 3일부터 시작된 남북간의 정전이 지속됨에 따라 신해혁명은 무장투쟁에서 정치적 타협으로 전환됐다. 12월 5일 각 성 대표들이 모인 회의에서 청 왕조 타도와 공화정부 수립을 내용으로 하는 《의화강요》(議和綱要)가 통과되고 청 왕조와의 협상이 결의되었다. 정전 기간은 당초 12월 2일부터 3일간으로 되어 있었으나 위안스카이의 요청으로 2번이나 연장되어 정전기간은 무려 15일간에 이르렀다.
남북의화는 상하이에서 정식으로 개시되었다. 양측 대표의 협상 중 12월 29일 난징에서 쑨원을 임시대총통으로 하는 임시정부를 세우자, 담판은 일시 중지되었으나 쑨원이 위안스카이에게 조건부로 총통직을 양보하겠다는 제안을 한 후 협상이 지속되었다.
정전에 이어 강화교섭이 시작되어 혁명군측에서 우팅팡, 청조측에서 탕사오이가 각각 대표로 선출되어 12월 18일 1차 교섭에서 우팅팡은 4가지 조건을 제시했다.

- 만청 정부의 폐지
- 공화 정부의 수립
- 청국 황제의 우대
- 가난한 만주인 후대

그러나 1차 교섭에서 잠정적인 정전만 합의하고 12월 20일 다시 2차 교섭에 들어가 국체에 관한 문제를 다루었다. 우팅팡은 1차 교섭에서 주장한 대로 조건을 제시했다. 이에 대하여 탕사오이는 '국민대회를 열어 정체 문제를 결정한다'는 선까지 양보했다. 이는 위안스카이가 모두 조종한 결과였다.
위안스카이는 대총통의 자리를 꿈꾸고 있음이 분명하였고 우창회의에서 혁명파가 자기를 임시 대총통으로 추대한다는 결의를 현실화시키려고 하였다. 그는 입헌군주파를 설득, 무마하여 자기편으로 끌여들이고 혁명파와 강화교섭만 성공한다면 대총통 자리는 따논 당상이라고 생각하고 있었다.
이 무렵 세계 열강은 위안스카이를 지지하는 쪽으로 기울이고 있었는데, 위안스카이에 의해 남북 통일이 실현된다면 중화민국은 승인하지만 난징 임시정부는 승인하지 않겠다는 내용의 성명을 내걸었고 경제적으로도 임시정부가 지배한 지역의 세관은 열강의 억제정책으로 인하여 임시정부의 재정이 매우 곤란한 상태였다. 이 같은 모든 사태는 모두 위안스카이가 비밀리에 책동하였고 조종하고 있었다.

## 중화민국의 수립

### 중화민국임시정부조직대강

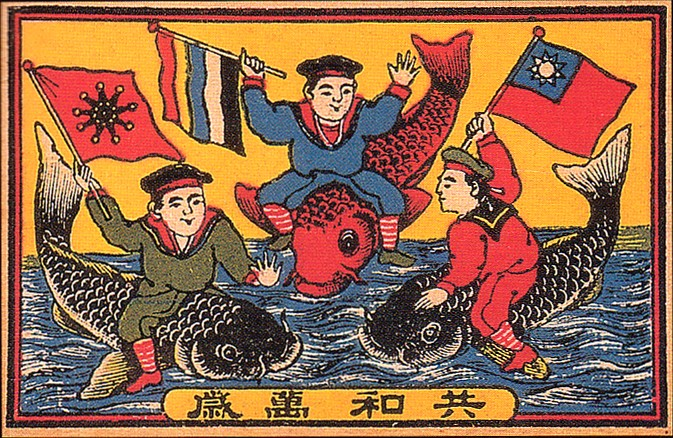
오족공화를 주제로 하여 제작한 삽화. 신해혁명 기간 동안에는 3가지 깃발이 사용되었는데, 십팔성기(왼쪽), 오색기(가운데), 청천백일만지홍기(오른쪽)가 이에 해당한다.

남북화의가 진행되는 한편 각 성이 독립을 선언함에 따라 정부 수립 문제가 논의되었다. 우선 상하이 지역의 혁명당인 각 성의 대표단을 상하이로 보내줄 것을 통전하여 각 성의 대표단이 상하이로 모였다. 하지만 우창에서도 이미 ‘호북 군정부’를 조직하였으므로, 이를 중앙 정부로 삼아 우창에서 정부수립을 위하여 각 성의 대표가 우창으로 올 것을 요구하였다. 결국 상하이에 있던 대표들이 우창으로 가서 《중화민국 임시 정부 조직 대강》을 통과시켰다.
이에 대하여 동맹회 중심의 상하이 대표들은 우창 회의에 이의를 제기하고 있었는데, 마침 혁명군이 12월 2일에 난징을 함락하였다는 소식이 날라왔다. 이 소식을 듣고 동맹회 중심의 상하이 대표들은 ‘난징에 중앙정부를 수립하자’고 하였다. 이에 우창의 대표가 불만을 표했었지만 결국 상하이, 우창의 대표가 난징으로 모이게 되고, 난징에서 총통 선거를 하기로 합의하였다. 그러나 의견의 일치를 보지는 못했다.

### 쑨원의 귀국과 초대 임시대총통 취임

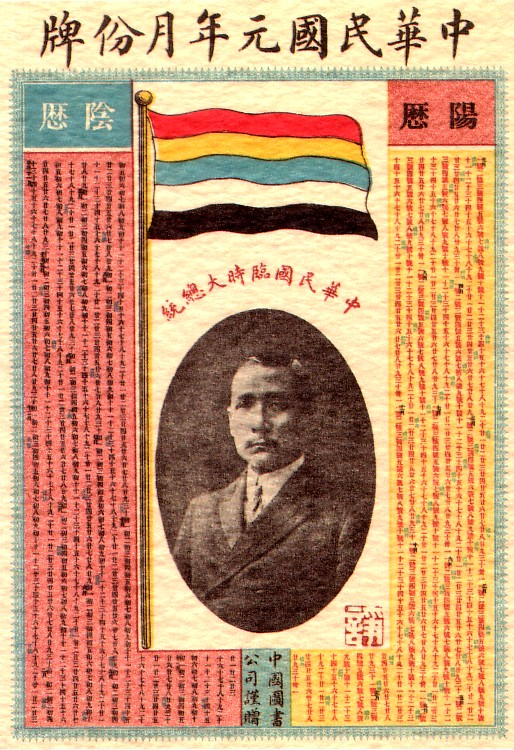
1912년 1월 1일 중화민국 건국 기념으로 출간된 달력.

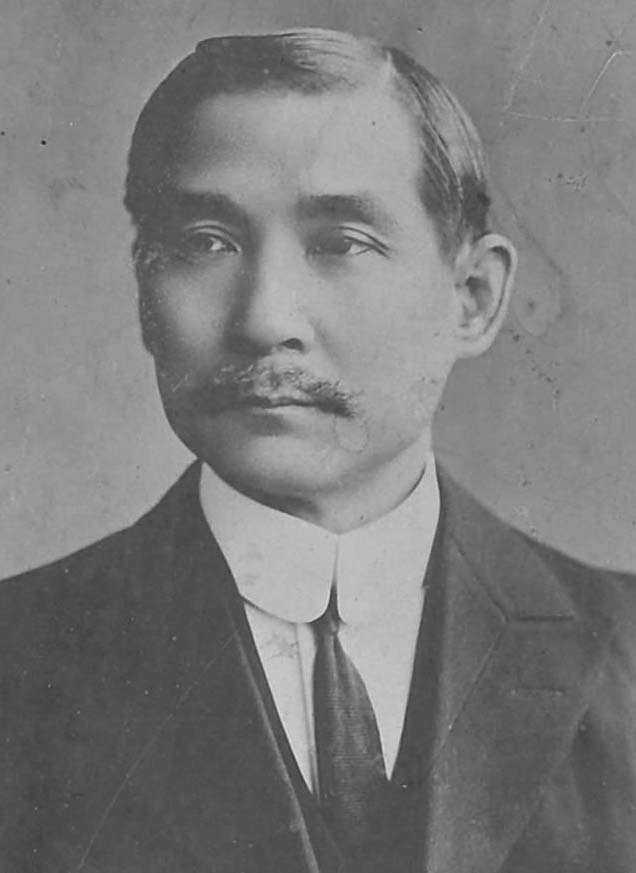
1912년 중화민국 임시대총통 추대될 당시 쑨원.

이러한 때에 쑨원은 혁명자금을 모금하기 위하여 미국에 있었다. 그는 콜로라도주 덴버에서 그곳의 신문에 보도된 기사를 보고 국내의 혁명이 일어났다는 사실을 알았다. 쑨원은 “열강의 간섭이 없어야 혁명이 성공될 수 있다”고 보고, 먼저 유럽으로 건너가 영국과 프랑스로부터 “청 정부를 지원하지 않겠다”는 약속을 받아 낸 뒤 12월 21일 홍콩으로 돌아왔다. 그리고 12월 25일 상하이에 도착하여 임시 정부 조직 문제를 협의하였다.
남북화의가 진행되는 가운데 난징에서 각 성 대표 회의가 열렸다. 여기서 12월 29일 17성 대표의 선거에 의해 쑨원은 ‘난징 임시정부’의 임시대총통으로 선출됐다. 임시대총통에는 쑨원, 임시부총통에는 리위안훙으로 선출함으로써 1912년 1월 1일에 쑨원은 난징으로 가 총통에 취임한 뒤 국호를 중화민국으로 선포, 1912년 1월 1일에는 ‘민국 원년’으로 하였다.
1월 3일, 쑨원은 대총통의 명의로 각성대표회에 국무원(國務院) 9부(部)의 총장 명단을 제출했는데, 그 명단 내용은 다음과 같다.

- 육군부 총장 - 황흥(黃興)
- 해군부 총장 - 황종영(黃鐘瑛)
- 외교부 총장 - 왕총혜(王寵恵)
- 사법부 총장 - 우팅팡(伍廷芳)
- 재정부 총장 - 진금도(陳錦濤)
- 교육부 총장 - 채원배(蔡元培)
- 실업부 총장 - 장건(張謇)
- 내무부 총장 - 정덕전(程德全)
- 교통부 총장 - 탕수잠(湯壽潛)

이로써 그 동안 주도권 장악을 위하여 벌였던 싸움은 일단락되었고, 중국에서 뿐만 아니라 아시아에서는 처음으로 공화정이 수립되었다. 그러나 북쪽에는 아직 청나라 정부가 그대로 건재해있었고 내부에 입헌파와 구관료들은 위안스카이를 옹호하여 남북화의에서 동맹회가 약속한 대로 청 정부를 무너뜨린 사람이 대총통이 되어야 한다고 하였기 때문에 중화민국은 수립되었어도 쑨원에게는 더 큰 과제가 가로막고 있었다.

### 임시참의원과 임시약법

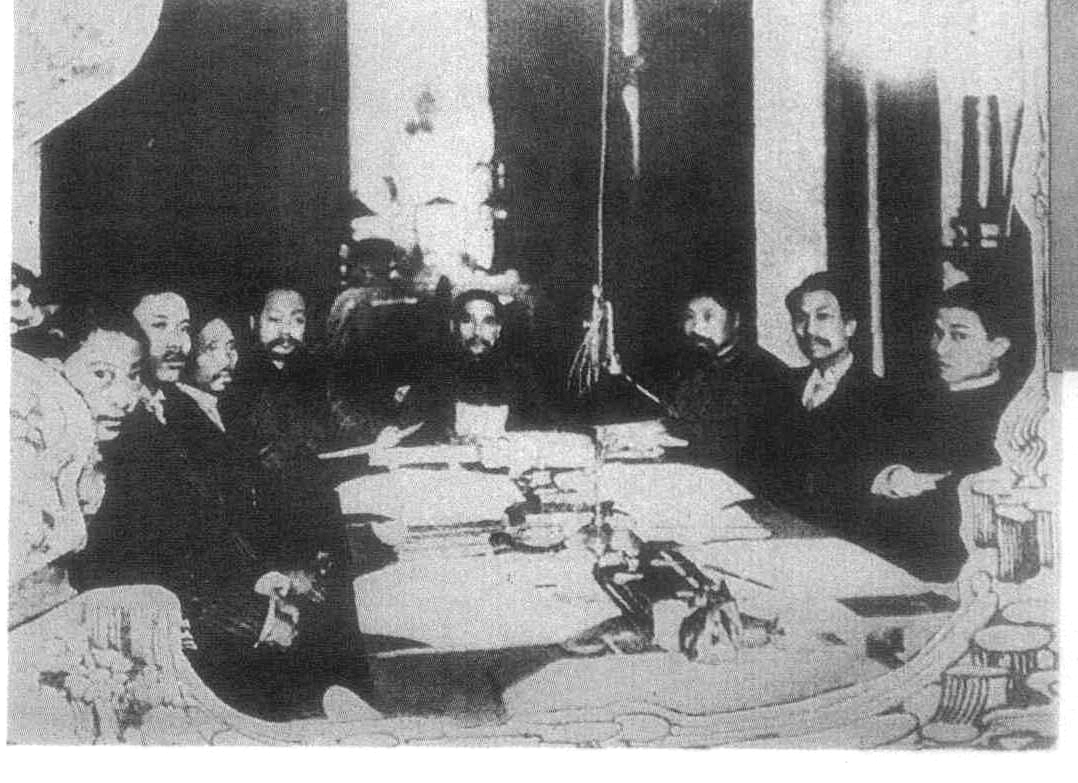
1912년 난징임시정부 내각회의 모습, 가운데가 쑨원.

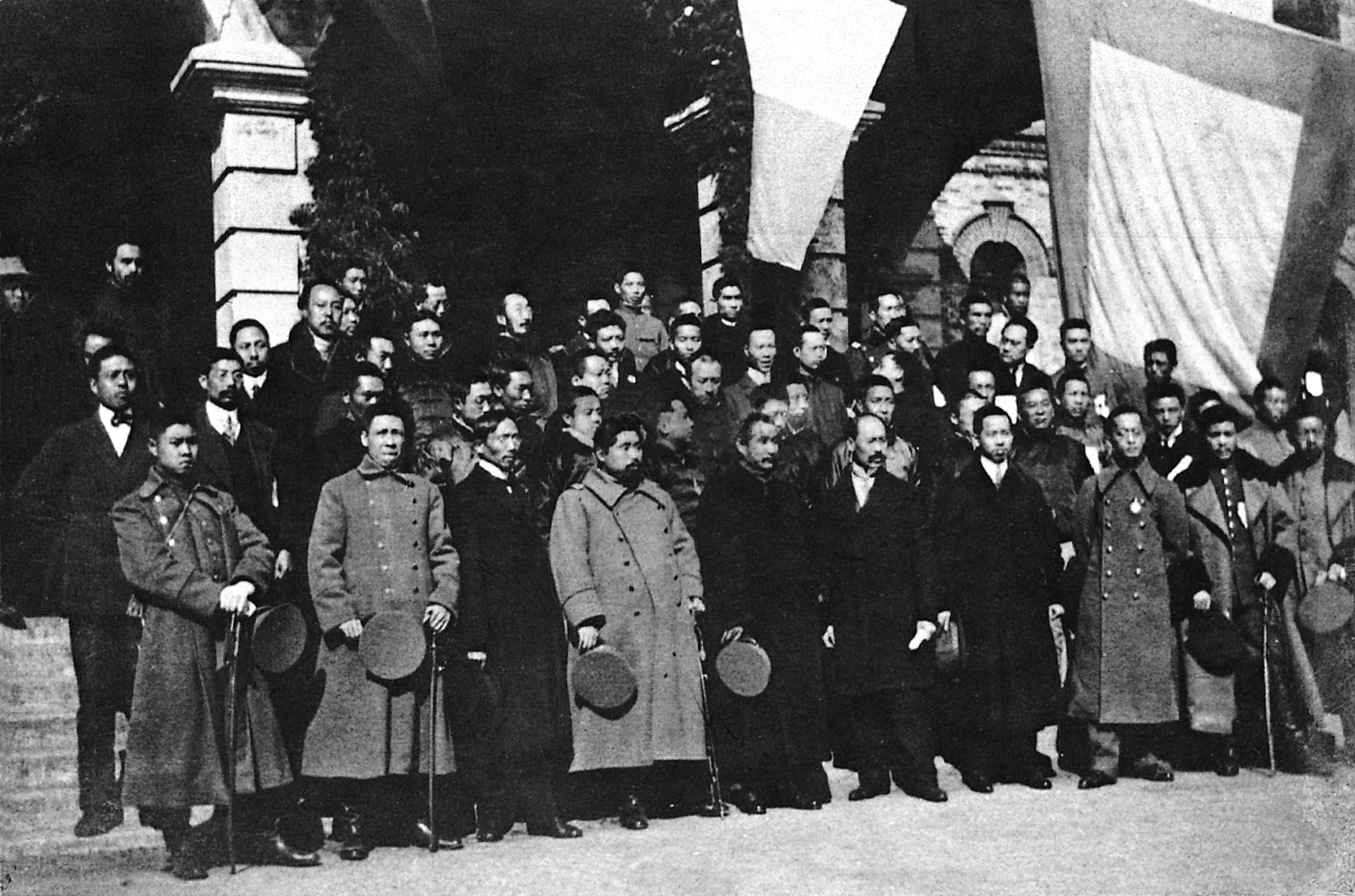
1912년 1월 28일 난징임시정부 참의원들

쑨원은 난징임시정부(중화민국)를 조직한 다음에 즉시 임시참의원을 구성하였다. 왜냐하면 각 성의 대표는 임시정부가 수립되는 것으로 그 책임을 다하였기 때문에 참의원을 조직하여야만 하였다. 그리하여 1912년 1월 28일 임시정부조직대강의 규정에 의거 18성의 대표에 의해 임시참의원을 구성하고 각 성 대표회의는 해산했다. 참석자는 43명이었다. 이들의 구성은 동맹회 회원이 33명으로 전체의 4분의 3을 차지하고 입헌파는 8명, 기타 2명으로 되어 1/4도 채 못되었다. 표면적으로는 혁명파, 입헌파, 구관료의 연합이라고 하지만 실질적으로는 혁명파가 장악하였다.
임시참의원이 성립한 후에 국회의 조직은 미국 의회제도를 따랐다. 원로원과 대의원의 양원제를 채택하고 동시에 개회 및 폐회하기로 하였으며, 원로원은 2년마다 1/3을 다시 뽑고, 대의원의 의원은 임기가 4년이었다. 그리고 대의원의 수는 인구비례주의를 채택하였다. 임시참의원의 최대 임무는 ‘중화민국의 임시약법’을 심의하는 일이었다. 2월 7일에 기초위원회가 구성되고 1개월간의 토의 끝에 3월 11일에 마침내 임시약법을 공포하였다.

- 제1조 - 중화민국은 중화인민이 이를 조직한다.
- 제2조 - 중화민국의 주권은 국민 전체에 속한다.

이렇게 시작되는 임시약법은 주권재민, 내각제도, 국민의 기본권을 정한 것으로 쑨원의 삼민주의 사상에 입각해 중화민국의 골격을 이루었다. 그러나 중화민국은 탄생과 동시에 세계열강에 대한 대책에 부심해야 했고 위안스카이의 동정에 신경을 곤두세워야 했다.
쑨원은 임시대총통에 취임하기 전에 대총통의 자리를 둘러싸고 ‘중국이 분열되기 시작하면 안 된다’고 간주했으므로 대총통 지위를 위안스카이에게 양도할 의사를 밝혔다.

## 청멸망과 중화민국 초기

### 선통제 퇴위·청조 멸망
쑨원이 난징임시정부 임시대총통에 선출되어 한 취임을 계기로 위안스카이는 청 왕조 타도에 적극 나섰다. 1912년 1월 16일 위안스카이는 황태후에게 “황실 우대 조건을 받아들이라”고 요구하면서 “만일 그렇게 하지 않으면 프랑스 혁명 당시 루이 16세처럼 될 것”이라고 협박했다. 17일에 열린 황족회의에서 공화정을 수용하라는 요구를 놓고 찬반 양론이 격렬하게 대립하여 결론이 내려지지 못했다.
1월 19일에 열린 황족회의에서 청 황실의 지도력 부재와 무능이 단적으로 드러났다. 위안스카이를 물리치고 혁명군에 끝까지 무력으로 대항하자는 입장이었던 공친왕이 반대파인 선통제의 숙부에게 “그대는 육군을 맡았으니 우리의 병력 상황이 어떠한 지 알겠지?”라고 질문했다. 얼마 전까지 육군을 관리했던 25세의 황숙(皇叔, 황제의 숙부)은 “나는 전쟁을 해보지 않아 알 수가 없다”고 대답했다.
어전회의에서 결정이 나지 않자 위안스카이의 사주로 1월 26일 진압군 총사령관인 돤치루이 등 47인의 고위 지휘관들이 연명으로 공화정을 요구했다. 또한 이날 군주입헌유지회를 만들어 활발히 공화정 반대 운동을 벌이던 만주족 청년장교 양필(良弼)이 피격됐다(1월 28일 사망). 양필이 암살된 것은 청조에게 커다란 타격을 받았다.
1월 30일 어전회의에서 결론이 났고, 이에 따라 내각에 공화정 선포를 준비하라는 지시가 내려졌다. 2월 3일 청나라 황실은 위안스카이에게 전권을 부여하고 그로 하여금 난징 임시정부(중화민국) 측과 퇴위조건에 관한 구체적인 협상을 하게 했다.
일본은 처음에는 중국의 혁명에 대응해 입헌군주제로 내란을 수습하고, 요동반도의 조차기간을 연장하는 것을 포함한 ‘만주 문제의 근본적 해결’을 자국에 유리하게 한다는 목표를 정했다. 이를 위해 일본은 영국과 협력할 방침이었다. 그러나 화중과 화남지역에 큰 권익을 갖고 있는 영국이 청조를 포기하고 위안스카이의 집권을 통해 내란을 조기에 수습하려고 했다. 미국도 영국에 동조하자 일본은 입헌군주제를 통해 청조를 존속시키려는 의도를 버렸다.
2월 9일 대청황제에 대한 퇴위 후 우대조건 8개항이 확정됐다. 그 내용은 다음과 같다.

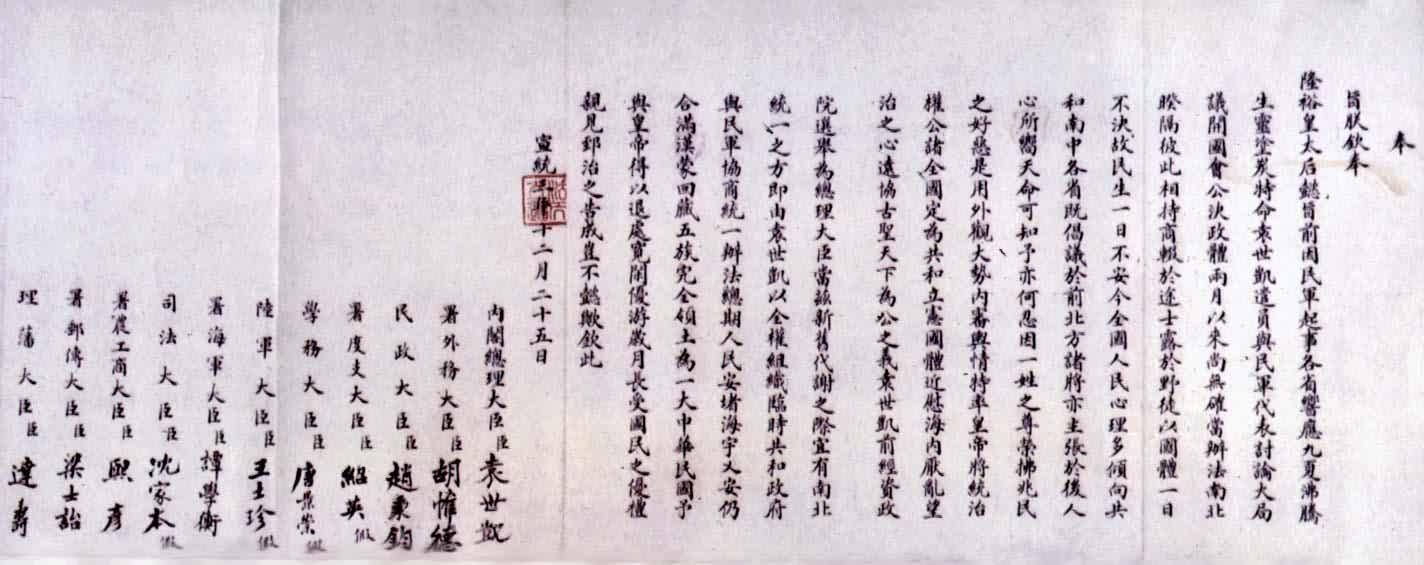
선통제의 퇴위칙서

- 대청황제가 사위(辭位)한 뒤에도 그 존칭은 그대로 보존하며, 민국정부는 그를 외국 군주의 예로 대우한다.
- 대청황제가 사위한 뒤에 황실 세비는 400만 량으로 하고 민국이 지급한다.
- 대청황제는 사위한 뒤에 잠시 궁성(宮城)에 거처하다가 훗날 이화원으로 옮겨간다. 시위인(侍衛人)들은 이전대로 부릴 수 있다.
- 대청황제가 사위한 뒤에 그 종묘와 능묘는 영원히 봉사(奉祀)될 것이며, 민국이 위병(衛兵)을 배치해 적절히 보호한다.
- 덕종(德宗)의 숭릉(崇陵)의 아직 완성되지 못한 공정은 규정에 맞게 마무리할 것이며, 봉안예식은 옛 법도대로 한다. 그에 드는 실제 비용은 민국에서 지출한다.
- 이전에 궁전 안에서 부리던 여러 집사들은 이전대로 부릴 수 있다. 다만 앞으로 환관은 쓸 수 없다.
- 대청황제가 원래 갖고 있던 사유재산은 사위한 뒤에 민국이 특별히 보호한다.
- 원래 있던 궁중경비군은 민국 육군부(陸軍部)의 편제에 편입되며, 그 정원과 보수는 이전대로 한다.

그 밖에 청나라 황족에 대한 대우규정 4개조와 만주족, 몽고족, 회족에 대한 대우규정 7개조도 아울러 확정됐다.
2월 11일 황태후가 위와 같은 황실우대 조건을 받아들였고, 12일에 궁전안에 있는 양심전(養心殿)에서 마지막 조회(朝會)가 열렸다. 황태후는 공화국체를 도입을 위하여 황실의 통치권을 포기하며 만한몽회장(滿漢蒙回藏) 5족으로 중화민국을 구성한다는 뜻을 담은 사위조서(辭位調書)를 외무부대신 호유덕에게 건네주고 공표하게 했다. 이로써 진나라의 진시황 이래 2천년 넘게 지속돼온 중국의 황제체제가 종식되고 청나라는 멸망했다.

### 위안스카이의 중화민국 임시대총통 취임과 독재정치

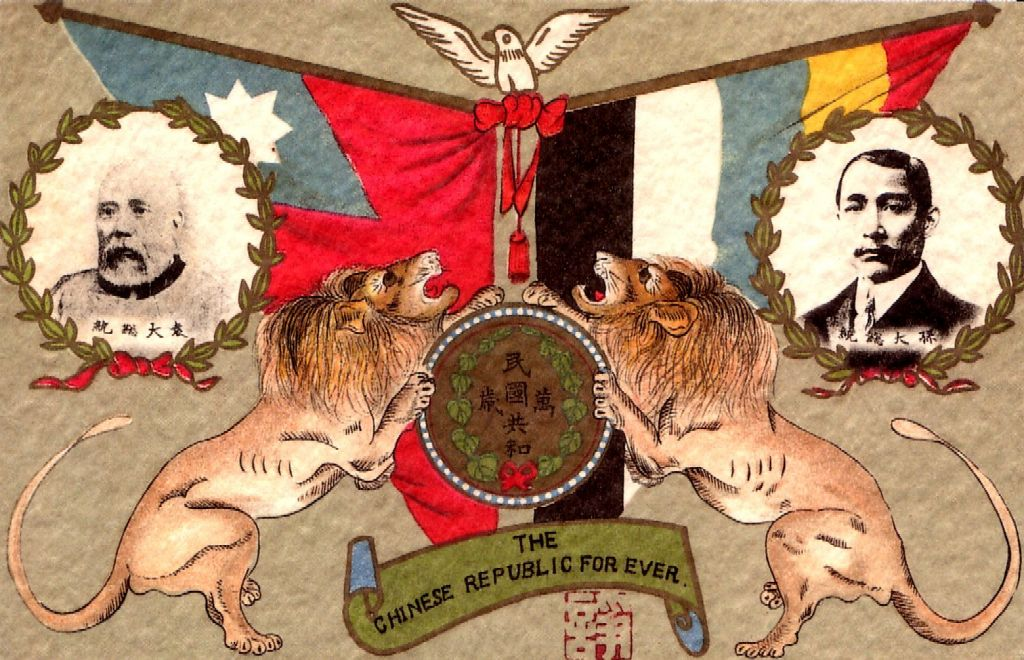
중화민국의 탄생을 알리는 포스터

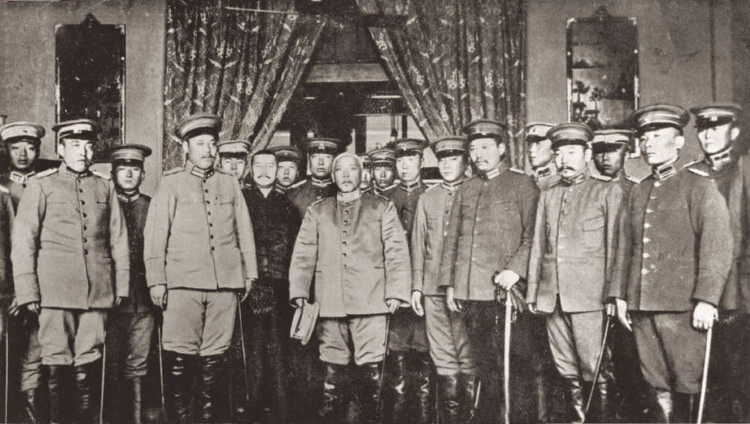
1912년 2월 15일 임시대총통에 취임한 위안스카이(가운데)

2월 13일 쑨원은 약속대로 난징 임시정부 임시대총통직을 사임했고 2월 15일 위안스카이가 임시대총통으로 선출되어 무력에 한계가 있었던 혁명군은 위안스카이의 내응(內應)을 얻어 가장 우려하던 열강 무력 간섭을 겪지 않고 공화정체 성립에 성공했다. 이때 쑨원은 자신이 임시대총통직을 사직하는 조건으로 난징을 임시정부 수도로 정하라고 위안스카이에 요구했으나 위안스카이는 2월 말에 베이징 등지에서 일어난 군사 반란을 구실로 이를 수용하지 않았다.
1912년 3월 10일 위안스카이는 베이징에서 중화민국의 임시대총통에 취임했다. 4월 1일 쑨원은 정식으로 임시대총통직에서 해제되었고 4월 5일 임시공화정부 의회는 수도를 난징에서 베이징으로 이전을 결의로써 혁명파가 위안스카이를 난징에서 견제하려는 시도는 무산되었다.
임시대총통이 된 위안스카이는 여러 가지 수단으로 혁명파를 무력화시켰다. 군사적 기반을 잃은 혁명파에게 남은 길은 국회와 정당을 통해 위안스카이를 견제하는 것 뿐이었다. 이에 따라 쑹자오런의 주도로 ‘중국혁명동맹회’가 개조되어 1912년 8월 25일 국민당이 창설됐다.
국민당은 1913년 1월과 2월에 걸쳐 시행된 국회선거에서 민중들의 지지를 받아 과반수의 의석을 차지하였다. 그러나 국민당의 내각을 꺼린 위안스카이는 암살범을 보내 3월 20일 국무총리로 예정된 쑹자오런을 저격, 3월 22일 쑹자오런은 숨을 거두었다. 위안스카이는 이어 국회의 반대를 무릅쓰고 1913년 4월 25일 5개국(영국, 독일, 프랑스, 일본, 러시아) 은행단으로부터 2500만 파운드에 달하는 거액의 차관을 도입하는 협정을 체결하여 독재를 위한 재정기반을 확보했다. 6월에 위안스카이가 국민당 계열의 도독 3인을 파면하자 쑨원, 천치메이 등을 비롯한 국민당 세력이 봉기(제2차 혁명)를 호소했으며, 1913년 6월 9일 한 봉기는 6월 9일에서 7월 12일까지 장강 중류와 하류 지역 일대에서 전투가 일어났으나나 당시 전란 재발을 달가워하지 않는 분위기에서 크게 호응받지 못했고 1913년 9월 위안스카이의 압도적인 무력에 완벽히 결국 진압됐고, 쑨원은 7월 일본 도쿄로 망명했다. 거기서 쑨원은 1914년 7월에 ‘중화 혁명당’을 결성해 국외에서 위안스카이 군벌 정부에 저항했다. 10월에 국회는 ‘공민단’이라 자칭하는 폭도에게 협박받는 가운데 위안스카이를 정식 대총통으로 선출했다. 곧 이어 위안스카이는 국민당 해산을 명하고 대총통 권한을 대폭 강화시킨 ‘신약법’을 제정했다. 결국 ‘위안스카이를 배려한 혁명’이 되어버렸다. 이후 일본이 위안스카이에게 “황제 등극을 인정해 주는 대가로 ‘21개조 요구’를 들어달라”고 요구하자 ‘황제 등극’을 원했던 위안스카이는 이를 수용 하여 1915년 12월 ‘황제 제도’의 부활을 시도했다가 군중에게 지탄받아 실패하고(제3차 혁명), 1916년 6월 위안스카이는 사망했다.
위안스카이 사후 북양 정부에서는 패권을 차지하려는 군벌 세력들(직예파, 안휘파)간에 혼전이 시작되었고 남부 광둥 지역에서는 쑨원이 귀국해 1917년 광저우에서 서남군벌 세력들과 연합하여 ‘호법정부’(護法政府)를 조직해 호법운동을 전개했다. 이는 분단과 혼란 시대에 돌입한 중국 정세를 뜻했고 공화제가 결국 명목상으로만 남게 되었다.

## 영향

### 국외 영향
신해혁명이 발발했을 때 1911년 12월 말에 그동안 청에 복속하던 외몽골과 티베트가 혁명에 영향받아 독립을 선언했다. 외몽고가 독립을 선언하자 러시아와 일본은 외몽고를 제외한 북중국에서 양국 간 동서분계가 필요하여 1912년 7월 8일 일본과 러시아 간에 한 ‘제3차 러일협약’에서 양국은 베이징을 지나는 경도선을 경계로 동서를 각각 특수이익지역으로 규정했다.
일변, 티베트는 신해혁명이 일어났을 때 티베트인들이 각지에 봉기해 중국군을 축출하고 13대 달라이라마인 아왕 로상 툽땐갸초의 지도 아래 티베트인들은 1917년에 티베트 영토의 거의 전부를 수복했다. 이어 달라이라마는 영국에 원조받아 국왕 겸 교주로서 정교일치 독립 정권을 수립했다. 신해혁명 이후 중화민국 정부는 티베트에 겉으로는 회유책을 구사했으나 실제로는 많은 분쟁을 일으켰다.
청조 발상지였던 만주도 청조 몰락과 함께 열강이 쟁탈하는 대상이 되었다. 신해혁명 이후 중국의 중앙정부가 주권을 제대로 행사하지 못하고 지방 군벌이 만주를 차지하자 열강은 이 지역에 명목상으로는 중국 영토로 인정했지만 실제로는 무주공산 일종이라고 인식했다. 일본은 만주에서 정치상ㆍ경제상 기반을 꾸준히 확충해 나아갔다.
이 밖에 신강 지역에는 신해혁명 발발 당시 양증신이 도독이 되어 신강을 지배하여 독립을 선포했다.

### 국내상 영향
중화민국 성립으로 황제 체제가 무너지면서 혁명 영향은 민주주의와 자유 분위기가 어느 정도 형성되었지만, 그 기간은 짧았다. 집권 이후 위안스카이의 독재 통치와 복고 풍조와 ‘존공(尊孔) 운동’이 게시를 떨친 데다가 위안스카의 사후 베이징 군벌 행정부를 장악하려는 여러 군벌 세력 간 혼전이 만성화하였다. 중국 정치 중심지는 군벌 세력 간 혼전으로 사실상 무정부 상태하에 놓여 있었고 그 결과 국내 문제와 대외 문제는 모두 불안정한 상황이 끓어오르다가 넘쳐나는 과정이 계속 반복되는 시기가 이어졌다.
그런데 신해혁명을 계기로 국내에서 사상과 문화는 대변한다. 천두슈를 위시한 지식인들은 신문화운동을 주도하여 기존 유교 비판과 문화혁명, 서구 ‘과학과 민주주의’ 숭배를 주창해 특히 학생과 청년층에게 커다란 영향을 미친 동향은 사상계와 문화계에서 무정부주의나 사회주의가 유행하기 시작하였고 동시에 반제국주의와 반봉건주의 의식에 영향을 주게 된다.

## 평가

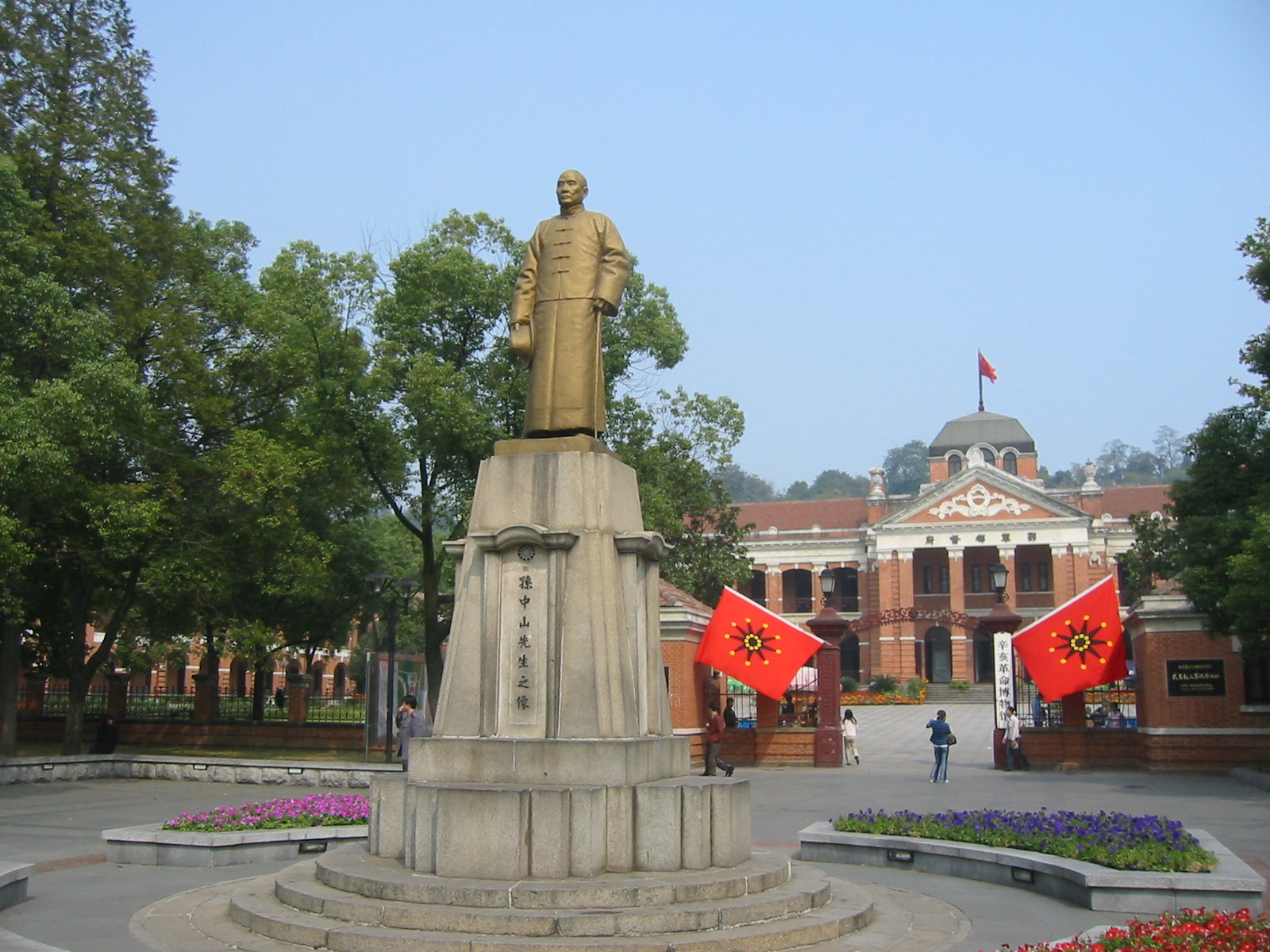
우창에 있는 쑨원의 동상. 이 자리는 우창 봉기 당시 ‘호북 군정부’가 수립되었던 자리로 동상 뒤에 보이는 건물은 현재 신해혁명 기념박물관이다.

쑨원을 중심으로 한 중국동맹회가 주축이 되어 신해혁명을 일으켰으나 혁명 성공은 오직 혁명당만의 힘으로 이룩한 것이 아니었다. 여기에는 입헌파를 중심으로 신군, 화교, 회당을 비롯하여 구관료가 참여가 있어서 성공하였으므로 처음부터 철저한 혁명을 기대하기란 어려웠다.
혁명당 목표였던 삼민주의 이념 중 민족주의를 보더라도 ‘만주족을 축출하고 한족을 회복하자’는 것이었는데 혁명 후 만주족 청 조정을 타도하기는 하였으나 곧 5족(族) 평등을 내세워 그 뜻이 약화했고 제국주의의 반식민지 하에 있는 중국 위상을 바꾸지 못하였을 뿐만 아니라 오히려 쑨원은 혁명 성공을 목적하여 제국주의와 손잡고 청조 당시에 한 불평등조약을 그대로 인정하여야 했다.
그리고 민권주의는 우선 중국사 이래 전제군주를 무너뜨리고 공화정을 수립하였으므로 어느 정도 달성됐다고 간주할 수 있는데 특히 아시아에서 첫 번째이면서 평화스럽게 황제를 물러나게 하였던 점은 큰 의의가 있으나 마지막 황제를 향한 예우를 비롯해 소위 ‘황실우대조건’은 혁명 의의를 반감시켰다.
또한, 민생주의가 내세우는 자본의 절제와 지권의 평균 문제는 혁명운동을 시작할 때 이를 강령으로 제정할 당시 문제가 제기되기 시작해서 혁명 후 삼민주의 이념을 실현하기란 더욱 어려웠다.
혁명 후 새로운 공화국의 임시대총통이었던 쑨원은 무엇보다도 평화스럽게 청 황제를 퇴위시키면서 중국 통일이라는 대명제를 실현하고자 스스로 그 자리를 위안스카이에게 양보한 결과 위안스카이를 중심으로 한 구 관료가 그대로 권력을 장악할 기회를 주었고 혁명세력 약화를 초래해 ‘반쪽짜리 혁명’으로 전락해서 신해혁명이 봉건제도를 무너뜨리고 공화제도를 이룩하였다 하여도 중국 사회와 경제에 어떤 변화가 일어나지는 않은 한계가 있다. 즉, 신해혁명은 제국주의와 봉건 통치를 반대하는 기치를 내걸어 아시아 각국 민족 해방 운동에 지대한 영향을 미쳤으나, 실상은 반식민지, 반봉건 사회성을 근본으로 바꾸지 못했다.

## 논쟁
오늘날 분단국가인 중화인민공화국 학계와 중화민국 학계에서는 신해혁명에 대한 평가가 크게 엇갈린다. 중국공산당의 견해는 '자산계급 부르주아에 의하여 이루어진 혁명'이라고 하여 이를 구(舊) 민주주의 혁명으로 성격을 규정짓고 있으며, 나아가 최근에는 '신해혁명은 신사층이 자신의 보신을 위해 일으킨 단순한 정권 교체적 정변에 불과하다' 고 혁명의 의의를 낮게 평가하려는 경향이 있다. 그렇게 함으로써 중국공산당, 즉 무산계급 주도아래 성공한 공산주의 혁명을 내세울 수 있다고 보고 있기 때문이다.
반면, 중화민국 학계와 중국국민당에서는 중공이 신해혁명을 '부르주아 혁명'이라 폄하하고 있는 것에 대해 반론을 내세우고 있다. 즉, 혁명의 중심이었던 쑨원만 하더라도 부르주아 출신이 아니라는 점을 들고 있다. 확실히 쑨원은 부르주아 출신이 아닌 농민 출신이며 그것도 중농 이하의 가정 출신이었다. 그리고 혁명에 참여한 계층은 회당(會黨)을 비롯하여 신지식인, 화교, 신군(新軍) 등 중국의 모든 계층이 참여했기 때문에, 중화민국 학계에서는 신해혁명을 이른 바 '전민혁명'(全民革命)'으로 규정하였다. 이렇듯 중화민국 학계에서는 중국공산당에서 주장하는 '구민주주의, 자산계급 부르주아 혁명'이란 설에 대한 반론으로 '전민혁명'을 내세우고 있다.

## 영화·문학속에서의 신해혁명
영화 작품
- 《마지막 황제》(1988년)
- 《8인 최후의 결사단》(2009년)
- 《신해혁명》(2011년)[50]

문학 작품
- 《아큐정전》 - 루쉰 저.
- 《광인일기》 - 루쉰 저.
- 《야초》 - 루쉰 저.

## 같이 보기
| - 캉유웨이 - 국민당 - 광서 신정 - 남북의화 - 다이쇼 데모크라시 - 독일 혁명 - 러시아 혁명 - 리위안훙 - 미야자키 도텐 - 북양 정부 - 변법자강 운동 - 보로운동 - 순친왕 - 쑨원 | - 쑹자오런 - 신건육군 - 신규식 - 신아동제사 - 양무 운동 - 우창 봉기 - 위안스카이 - 의화단 운동 - 제1차 세계 대전 - 제2차 혁명 - 제3차 혁명 - 중국 동맹회 - 중국의 역사 - 중국국민당 | - 중화민국 - 중화민국의 역사 - 천치메이 - 청나라 - 추근 - 폐지된 군주제 - 터키 혁명 - 황화강 사건 - 화흥회 - 황싱 - 흥중회 - 21개조 요구 - 5.4 운동 - 북벌 |

## 참고 자료
- 이윤섭 (2010년 12월 5일). 《객관적 20세기 전반기》. 필맥. ISBN 978-89-91071-82-7.

- 패트리샤 버클리 에브리 (2010년 6월 25일). 《사진과 그림으로 보는 케임브리지 중국사》. 시공사. ISBN 978-89-527-5892-7.

- 알랭 루 (2010년 11월 29일). 《20세기 중국사: 제국의 몰락에서 강대국의 탄생까지》. 책과함께. ISBN 978-89-91221-72-7.

- 박한제,김형종,김병준,이근명,이준갑 공저 (2007년 7월 20일). 《아틀라스 중국사》. 사계절. ISBN 978-89-5828-236-5.

- 마해염,양걸 공저/박현숙 옮김 (2006년 11월 21일). 《중국 역사를 뒤바꾼 100가지 사건》. 채움. ISBN 978-89-91919-04-4.

- 존 K. 페어뱅크,류광징 편/김한식,김종건 등역 (2007년 9월 10일). 《캠브리지 중국사 11권 하: 청 제국 말 1800~1911년 2부: 근대화를 향한 모색》. 새물결. ISBN 978-89-5559-226-9.

- 신승하 (2004년 4월 10일). 《중국근현대사: 근대중국 개혁과 혁명)(상.하)》. 대명출판사. ISBN 978-89-5774-109-2.

- 김희영 (2006년 7월 25일). 《이야기 중국사 3》. 청아출판사. ISBN 978-89-368-0347-6.

- 신승하 (2005년 7월 16일). 《세계각국사 중국사 (하)》. 미래엔(대한교과서). ISBN 978-89-378-3079-2.

- 아사히신문 취재반 저/백영서,김항 공역 (2008년 11월 7일). 《동아시아를 만든 열가지 사건: 한국 일본 중국 대만이 함께 읽는 근현대사》. 창비. ISBN 978-89-364-8239-8.

- 이원복 (2010년 7월 26일). 《21세기 먼나라 이웃나라 13 : 중국 1 근대 편》. 김영사. ISBN 978-89-349-4024-1.

- 마쓰모토 겐이치 (2010년 7월 2일). 《키타 잇키 : 천황과 대결한 카리스마》. 교양인. ISBN 978-89-91799-51-6.

- 민두기 (1999년 12월 31일). 《중국의 공화혁명》. 지식산업사. ISBN 978-89-423-2033-2.